# 4일 해전
4일 해전(영어: Four Days' Battle)은 제2차 영국-네덜란드 전쟁 중 1666년 6월 11일부터 14일(구력 6월 1일 ~ 4일)까지 벌어진 해전이었다. 이 전투는 플란데런 해안에서 시작하여 잉글랜드 해안 근처에서 끝났으며, 역사상 가장 긴 해전 중 하나로 남아있다.
영국 왕립 해군은 총 20척의 함선을 잃는 등 상당한 피해를 입었다. 포로를 포함한 사상자는 5,000명을 넘었고, 크리스토퍼 밍스 경과 윌리엄 버클리 경 두 명의 부제독을 포함하여 1,000명 이상이 전사했다. 조지 아이스큐 부제독을 포함하여 거의 2,000명이 포로로 잡혔다.
네덜란드의 손실은 화재로 파괴된 함선 4척과 2,000명 이상의 사상자였으며, 그중 코르넬리스 에버르트선 중장, 아브라함 판 데르 휠스트 부제독, 프레데릭 슈타하우어 후방 제독이 포함되었다. 명백한 네덜란드의 승리였지만, 살아남은 영국 함선들은 7월 초 템스강 하구에 정박해 있던 자신들을 파괴하려는 시도를 막아낼 수 있었다. 신속하게 재정비를 마친 영국 함대는 7월 25일 성 야고보의 날 전투에서 네덜란드를 격파했다.

## 배경

### 해전 전술
나중에 전열함이라고 불리게 되는 횡범장 범선이 도입되고 대포로 중무장하게 되면서 해전 전술에 점진적인 변화가 일어났다. 제1차 네덜란드 전쟁 이전과 도중에는 함대 교전이 혼란스러웠고, 한쪽 편의 개별 함선이나 전대가 다른 편을 공격하며 기회가 될 때마다 양쪽에서 포격했지만 종종 나포를 통해 적함을 점령하는 데 의존했다. 각 전대의 함선들은 특히 기함 장교에게 최우선으로 같은 전대의 함선들을 지원해야 했다. 그러나 전투의 혼전 속에서 같은 전대의 함선들이 서로의 사선을 자주 막았고, 함선 간 충돌도 드물지 않았다.
비록 마르턴 트롬프 중장이 1639년 1639년 9월 18일 전투에서 스페인 함대에 대항하여 전열을 형성했지만, 이것은 계획된 진형이 아니라 훨씬 우세하지만 조직이 제대로 되어 있지 않은 적을 막기 위한 필사적인 시도였다. 제1차 네덜란드 전쟁의 초기 해전은 대체로 결정적이지 않은 혼전이었지만, 그 전쟁 후반에 로버트 블레이크 (1598년)와 제1대 앨버말 공작 조지 멍크는 각 전대가 기함 장교와 일렬을 유지하라는 지시를 내렸다. 포틀랜드 해전에서 트롬프가 전 함대를 집중시키고 그가 가장 좋아하는 나포 전술을 사용하여 영국 후방을 압도하려던 시도는 영국 후방이 선수 대기 진형을 유지함으로써 좌절되었고, 게바르트 해전에서는 영국 함대가 선수 대기 진형으로 네덜란드를 포격전으로 몰아넣어 네덜란드의 더 가볍게 무장된 함선 17척이 침몰 또는 나포되는 손실을 입히고 승리했다.
첫 번째 전쟁과 두 번째 전쟁 사이에 네덜란드는 "신해군"을 건설했는데, 약 60척의 더 크고 중무장한 함선, 약 40문의 대포를 갖추었지만, 네덜란드 주변의 얕은 바다 때문에 가장 큰 영국 함선만큼 큰 함선을 건조할 수는 없었다. 또한, 같은 크기의 영국 함선은 네덜란드 함선보다 더 많은 대포와 더 큰 대포를 갖추는 경향이 있었다. 그러나 네덜란드가 건조한 함선 중 다수는 영국 기준으로 프리깃에 해당하는 비교적 작은 호위함이었다. 이들을 60척의 더 무거운 함선으로 대체할 계획이었지만, 1665년 전쟁이 시작될 때까지 계획된 모든 함선이 완성되거나 장비를 갖추지는 못했다. 제2차 네덜란드 전쟁 당시 영국 함대는 아직 초보적이지만, 네덜란드가 전투 시점에 대한 상시 지시에 의존하는 것보다 더 나은 신호 체계를 갖추고 있었다. 로스토프트 해전과 성 야고보의 날 전투에서 선수 대기 진형으로 싸운 영국 함대가 그렇지 않은 네덜란드 함대를 격파했다. 더 라위터르는 적 전열의 일부에 공격을 집중하여 돌파를 시도하고, 나포를 통해 함선을 점령하는 전술을 선호했다. 그러나 4일 해전에서는 네덜란드는 대체로 전열을 유지하며 싸웠고, 영국 함대는 전투의 중요한 단계에서 전열을 유지하지 못했다.
17세기 초부터 네덜란드 해군은 화공선을 광범위하게 사용했으며, 제1차 영국-네덜란드 전쟁의 스헤베닝겐 해전에서는 네덜란드 화공선이 영국 군함 2척을 불태웠고, 영국 화공선이 네덜란드 군함 1척을 불태웠다. 특히 네덜란드는 제2차 영국-네덜란드 전쟁 발발 이후 화공선의 수를 늘렸지만, 로스토프트 해전에서는 두 척의 영국 화공선이 충돌하여 서로 얽힌 네덜란드 군함 6척을 불태웠다. 그러나 4일 해전에서 화공선의 한계가 드러났는데, 자유롭게 기동할 수 있는 잘 무장된 함선을 공격하려다가 많은 화공선이 파괴되었다. 영국의 HMS 프린스 로얄이 여러 척의 네덜란드 화공선에 의해 공격받아 좌초되었을 때, 이 공격으로 인한 공황 때문에 항복한 것은 화공선이 정지해 있거나 좁은 항구에 있는 군함에는 유용하지만, 공해에서 움직일 수 있는 군함에는 그렇지 않다는 것을 보여줄 뿐이었다. 그러나 이 전투에서의 전반적인 성공 부족에도 불구하고 양측은 함대에 더 많은 화공선을 추가했다.

### 1665년의 전쟁

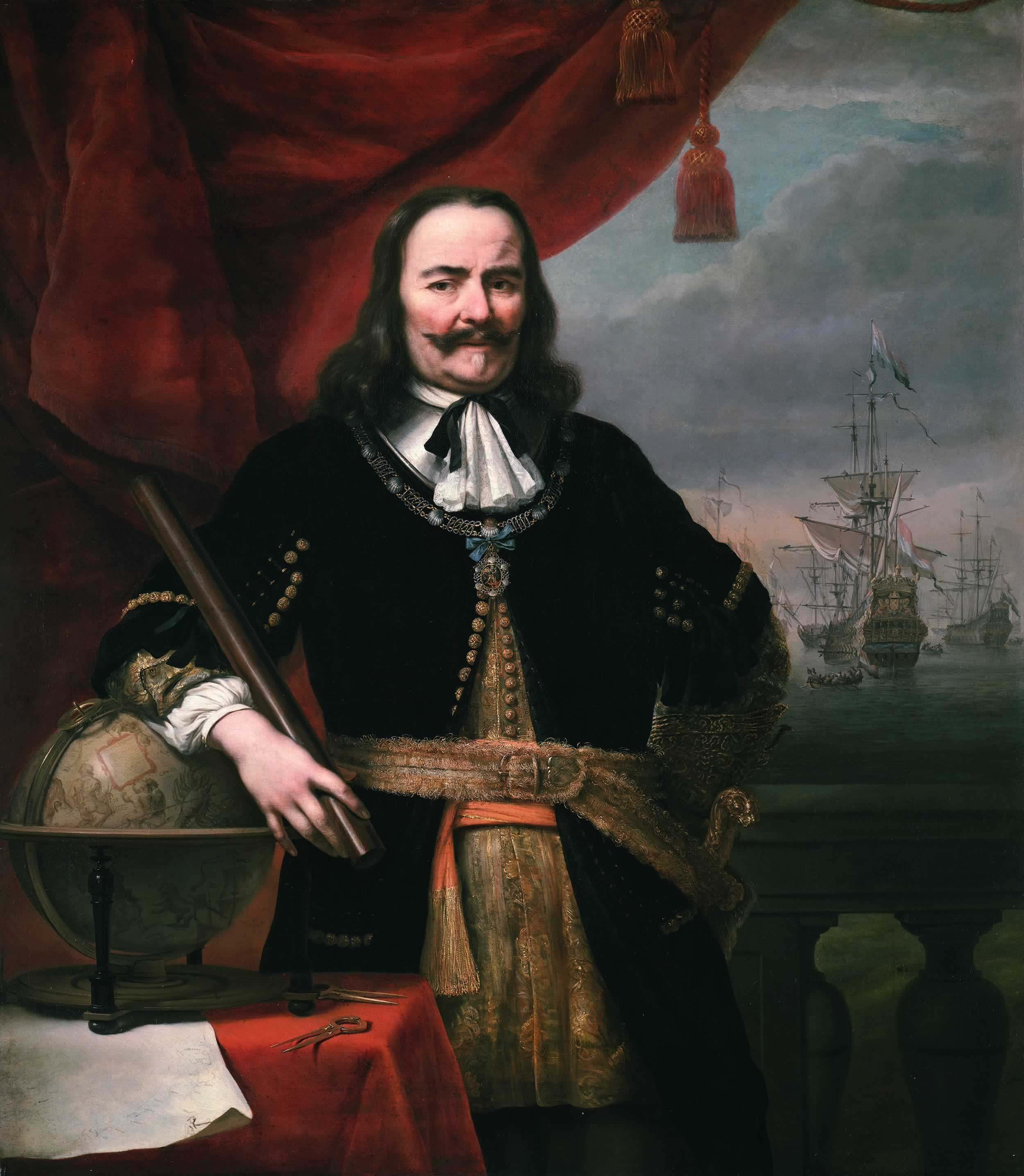
네덜란드 해군 사령관 미힐 더 라위터르.

제2차 영국-네덜란드 전쟁은 1664년 북아메리카와 서아프리카에서 발생한 영국의 도발과 함께 영국과 네덜란드 간의 기존 상업적 긴장이 고조되면서 발생했다. 비록 1664년 내내 전쟁 발발을 피하기 위한 협상이 진행되었지만, 양측은 이 두 지역과 아시아에서 자신들의 중대한 이익이라고 생각하는 문제에 대해 타협하기를 거부했고, 전쟁을 피하려는 외교적 노력에도 불구하고 양측의 적대 행위는 계속되었다. 루이 14세는 스페인령 네덜란드를 정복할 의도를 가지고 있었고, 프랑스가 그곳의 합스부르크 영토를 침공할 경우 다른 나라들의 개입을 단념시키기 위해 1662년 네덜란드와 방어 조약을 체결했다. 이 조약의 존재는 네덜란드의 결의를 강화하여 큰 양보를 하지 않도록 만들었는데, 요한 더빗은 이것이 영국이 전쟁을 선포하는 것을 막을 것이라고 믿었다. 찰스 2세와 그의 신하들은 첫째로 루이가 네덜란드 조약을 파기하고 영-프 동맹으로 대체하도록 설득하기를 바랐지만, 그러한 합의는 스페인령 네덜란드에 대한 루이의 계획을 돕지 않을 것이었고, 둘째로 영국과 스웨덴, 덴마크 간의 관계를 강화하기를 바랐는데, 이들 모두 상당한 함대를 보유하고 있었다. 두 계획 모두 성공하지 못했지만, 루이는 영-네덜란드 전쟁이 불필요하며 합스부르크 영토를 획득하려는 자신의 계획을 방해할 가능성이 있다고 여겼다. 프랑스에 주재하던 찰스의 대사는 프랑스가 그러한 전쟁에 반대한다고 보고했고, 이는 찰스에게 네덜란드가 전쟁을 선포하도록 유도할 수 있다면 프랑스가 네덜란드 공화국이 공격받을 경우에만 적용되는 조약 의무를 회피하고 영국과의 해전에 휘말리기를 거부할 것이라는 희망을 주었다. 전쟁은 1665년 3월 4일 카디스와 영국 해협에서 두 네덜란드 호송선단에 대한 영국의 공격 이후 네덜란드가 전쟁을 선포하면서 시작되었다.

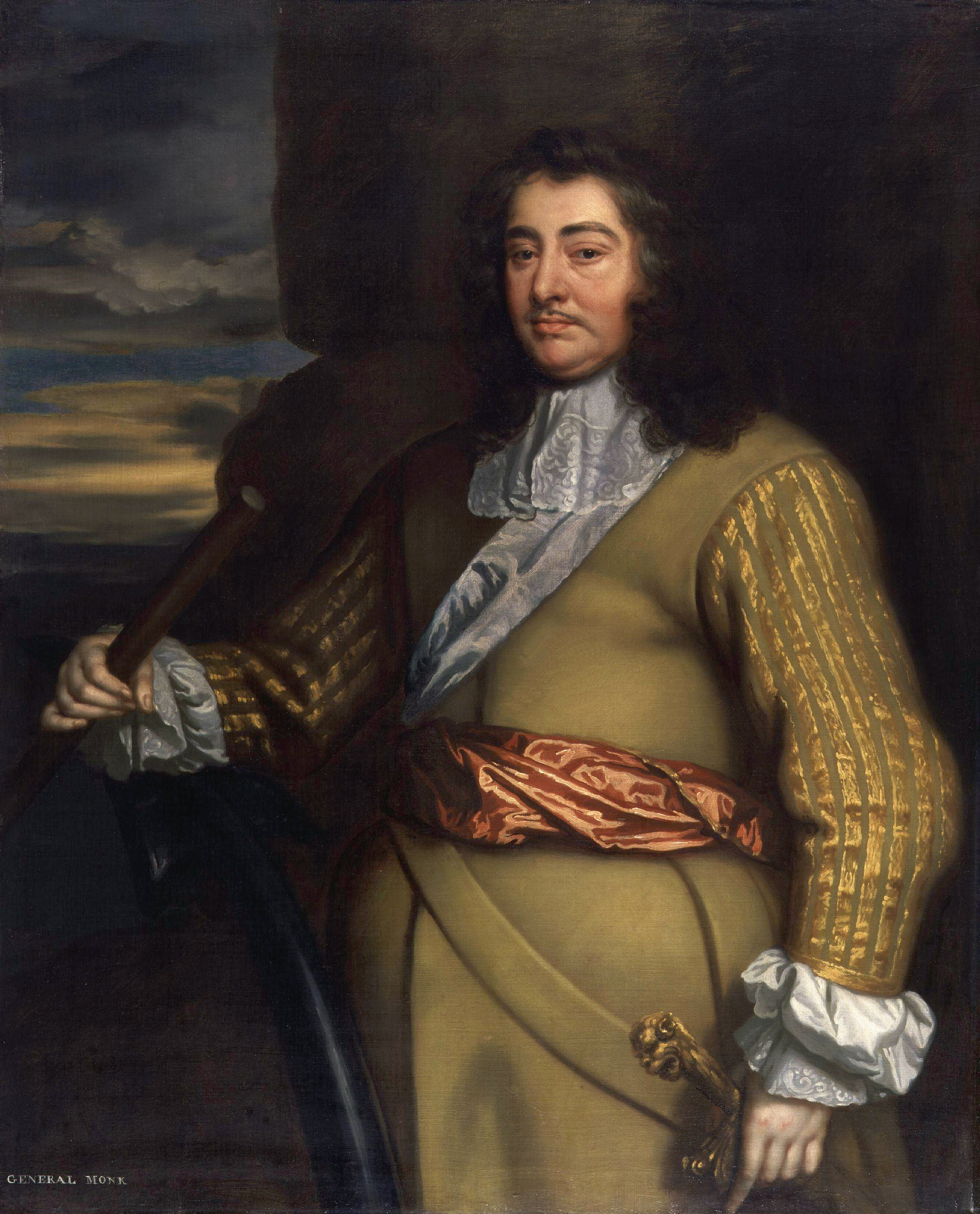
조지 멍크, 영국 해군 사령관

더빗은 또한 많은 새로운 군함 건조를 성공시켰는데, 전쟁 초기 단계에서 기존 함대를 증강하기 위해 21척이 주문되었고, 1664년에는 가장 큰 영국 군함에 필적하는 무장을 갖춘 여러 대형 소함대 기함을 포함하여 64척이 계획되었다. 이 군함들은 더 무거운 대포를 지탱하기 위해 더 강한 구조적 강도와 넓은 폭을 갖추고 있었다. 비록 이 함선들 중 일부는 로스토프트 해전에서 네덜란드 함대에 사용할 수 없었지만, 그 후 완비되고 장비되었다. 네덜란드 함대는 1665년 6월 로스토프트 해전에서 영국 함대를 찾아 싸울 때 승리를 확신했지만, 세 차례의 영-네덜란드 전쟁 중 최악의 네덜란드 패배를 겪었으며, 최소 16척의 함선을 잃고 전체 인원의 3분의 1이 전사하거나 포로로 잡혔다. 더빗은 즉시 인력이 중요하고 물자는 그렇지 않다는 것을 깨달았다. 그는 선장들 사이의 불복종, 훈련 부족, 명백한 비겁함에 대처하기 위해 3명을 처형하고 다른 사람들을 유배하거나 해고했다. 더빗은 또한 이전에는 임시 지휘를 맡았던 코르넬리스 트롬프 대신 미힐 더 라위터르에게 네덜란드 함대를 지휘하도록 맡겼는데, 이는 그의 연공서열과 정치적 중립성 때문이었다. 더 라위터르는 1665년 8월 18일 지휘권을 맡았고, 1666년 5월 6일 새로 취역한 Zeven Provinciën으로 기함을 옮겼다.

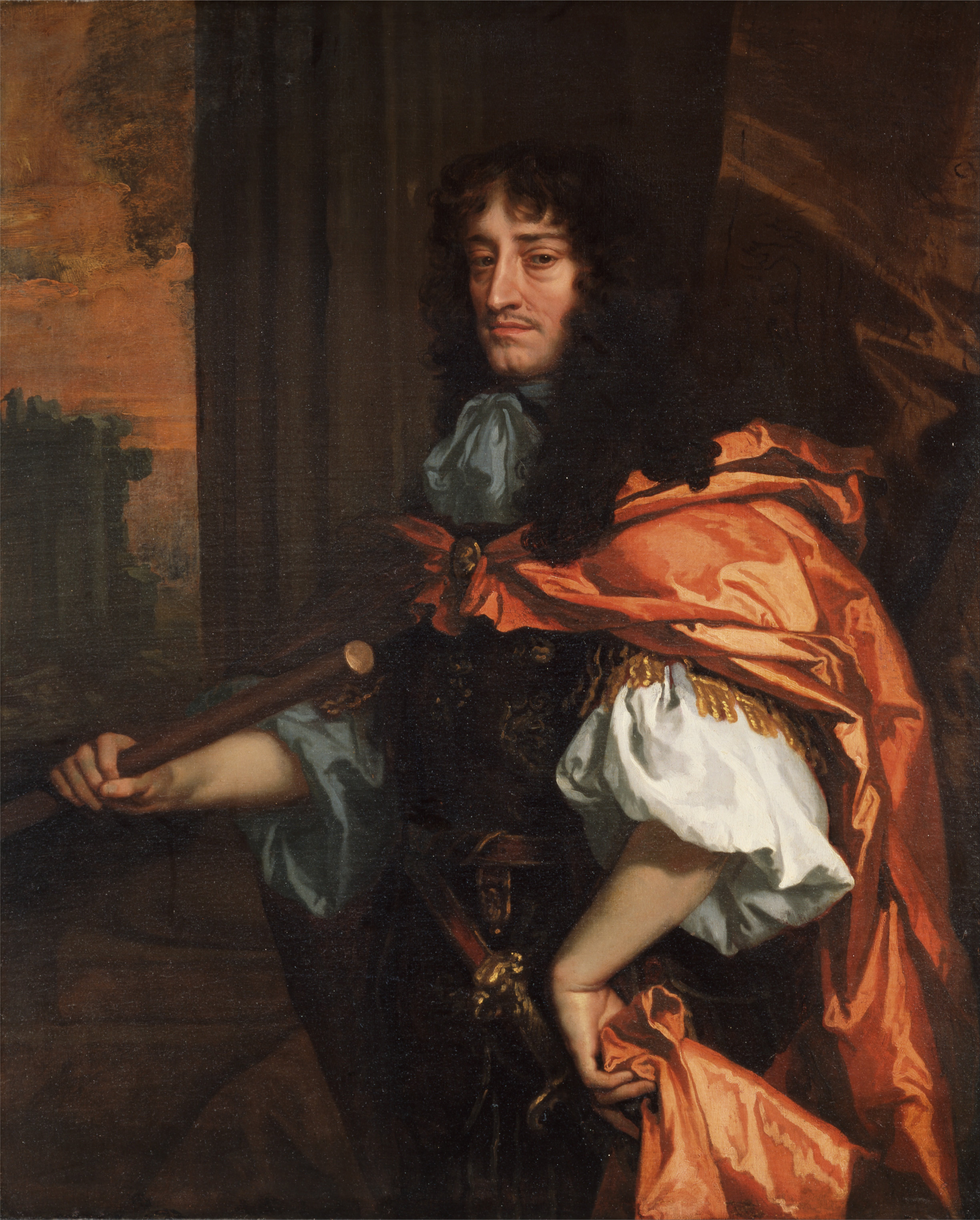
라인공 루퍼트, 영국 해군 사령관

영국은 로스토프트에서 네덜란드를 격파했지만, 승리를 충분히 활용하지 못했다. 함선 손실과 최소 5,000명의 사상자 또는 포로가 발생했음에도 불구하고, 네덜란드 함대의 대부분이 탈출하여 영국이 단 한 번의 압도적인 승리로 전쟁을 끝낼 가능성을 좌절시켰다. 전쟁의 조기 성공적인 종결에 대한 영국의 희망에 또 다른 좌절은, 풍부한 네덜란드 향신료 함대가 1665년 8월 보겐 해전에서 자신들을 공격한 영국 소함대를 격파한 후 안전하게 본국으로 돌아왔다는 것이다. 네덜란드 해군은 역사상 가장 큰 건조 프로그램을 통해 엄청나게 확장되었다. 1665년 8월 영국 함대는 다시 도전을 받았지만, 대규모 전투는 발생하지 않았다. 1666년, 영국은 네덜란드 해군이 너무 강력해지기 전에 완전히 파괴하기를 간절히 원했으며, 영국 해상 무역의 붕괴를 위협하는 네덜란드 약탈자들의 활동을 끝내기를 필사적으로 바랐다.
로스토프트 해전 이후 영국 군함과 사략선은 네덜란드 상선이 집중되는 세 주요 입출항 지점, 즉 텍셀, 뫼즈강 및 제일란트주 앞바다를 봉쇄하여 일시적으로 네덜란드의 해외 무역을 마비시키고 네덜란드 사업 신뢰도를 약화시켰다. 각자 선박 건조 및 무장에 대한 자체 정책을 가지고 있고, 각자 지역 지휘관을 선호하며 효율성 수준이 가변적인 5개의 해군 본부가 존재하고, 대연금관 요한 더빗이 오랑주파 장교를 임명하는 것을 꺼려하는 등, 이 모든 것이 통합된 해군을 구축하는 데 어려움을 초래했다.
로스토프트 해전에서 영국 함대는 찰스 2세의 동생이자 추정상속인이며 잉글랜드 대제독이었던 제임스 2세 (잉글랜드)가 지휘했다. 공작 옆에서 세 명이 전사한 것을 포함하여 고위 영국 장교와 귀족 자원병들 사이에서 상당한 사상자가 발생하자 찰스는 동생이 더 이상 해상에서 지휘해서는 안 된다고 주장했다. 따라서 영국 함대 지휘는 찰스와 제임스의 사촌인 라인공 루퍼트와 제1대 앨버말 공작 조지 멍크에게 공동으로 맡겨졌다.

### 프랑스의 개입
루이는 1664년 7월과 8월에 전쟁 선포를 막기 위해 중재자로 나서려 했으나, 영국은 그의 제안을 받아들이지 않았다. 로스토프트 해전 이후, 네덜란드 함대의 완전한 파괴가 영국 함대가 스페인령 네덜란드에 대한 자신의 계획에 간섭할 수 있는 위치에 놓이게 할 것을 우려한 루이는 다시 중재를 제안했지만, 그는 이미 네덜란드를 돕기 위해 프랑스군을 네덜란드에 파견했고, 영국에 압력을 가하기 위한 네덜란드 공화국과 프랑스와의 동맹에 덴마크를 끌어들이려 했기 때문에 중재자로서의 그의 신뢰도는 약화되었다. 그의 중재 거부에 대한 대응으로 루이 14세는 1666년 1월 16일 영국에 전쟁을 선포했다. 프랑스 함대의 대부분은 프랑수아 드 방돔, 보포르 공작 지휘 아래 지중해에 있었고, 루이는 이 함대의 상당 부분이 대서양으로 와서 아브라함 뒤켄이 지휘하는 대서양 전대와 합류할 계획이었다. 통합된 프랑스 함대는 영국 해협에서 네덜란드와 연결되어 두 함대가 영국 함대보다 수적으로 우세하게 될 예정이었다.
루이의 계획은 네덜란드 함대가 서부 영국 해협에서 약한 프랑스 함대를 공격하는 것을 영국 함대가 막을 수 있을 만큼 제때 해상에 나와 있을 것이라는 가정에 기반을 두었다. 그러나 네덜란드는 5월 21일까지 보포르트를 엄호하기 위해 해상에 나갈 수 없었다. 그 결과, 1666년 4월 32척의 전투함을 이끌고 툴롱을 떠난 보포르트는 4일 해전이 벌어지는 동안 리스본에서 6주를 지체했다. 처음에는 8척, 나중에는 12척의 함선을 보유한 뒤켄은 보포르트와 리스본에서 합류하라는 명령을 받았는데, 이는 합쳐진 프랑스 함대가 네덜란드 함대와 합류하기 전에 영국군의 공격에 덜 취약하도록 하기 위함이었지만, 두 함대는 만나지 못했고 뒤켄은 브레스트로 돌아갔으며 보포르트는 로슈포르에 정박했다.

### 함대 분할

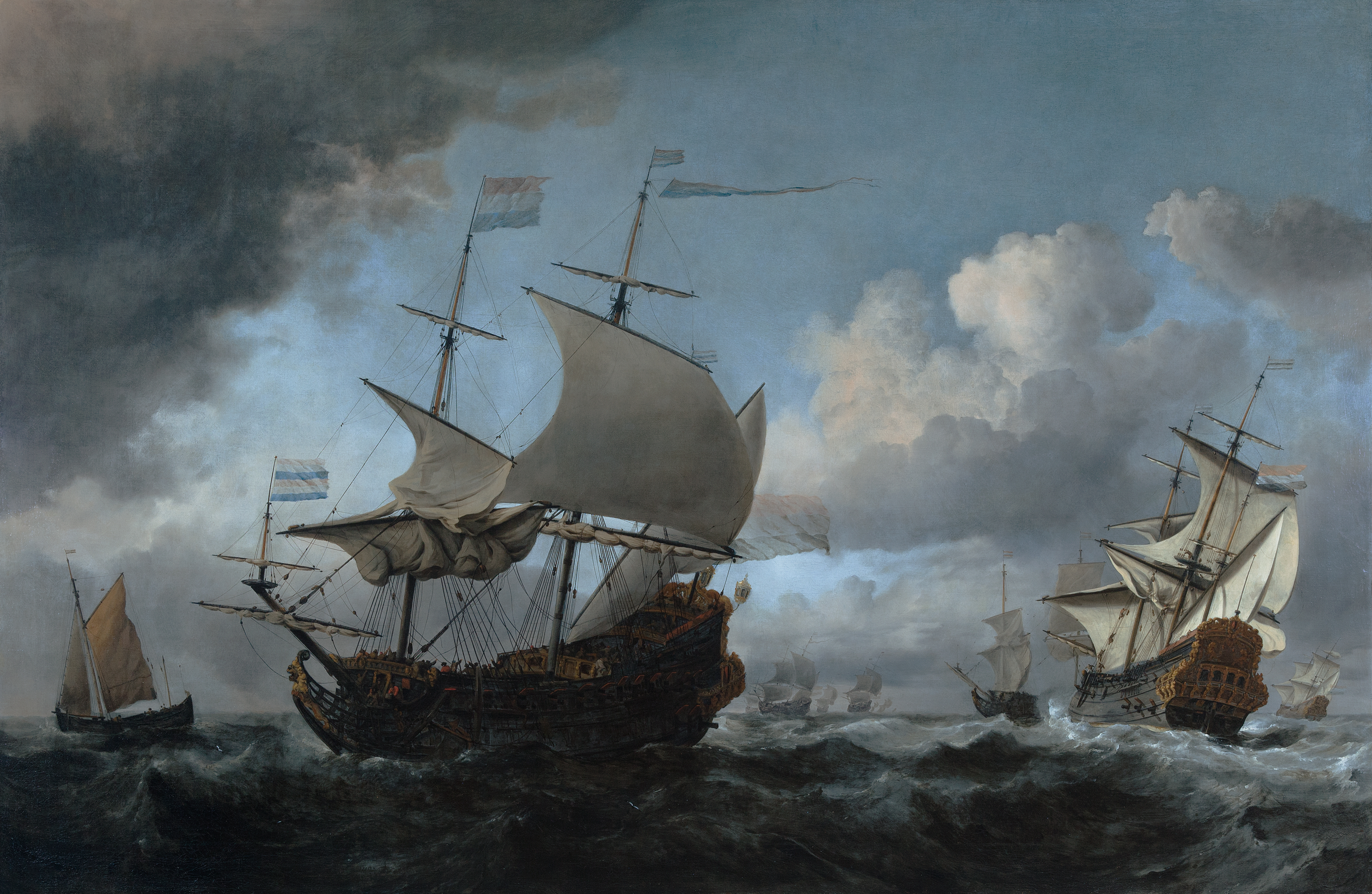
4일 해전 전에 집결하는 네덜란드 함대, 1666년

프랑스가 지중해 함대의 대부분을 됭케르크에서 네덜란드 함대와 합류시킬 의도가 5월 10일 루퍼트 공에게 알려졌고, 5월 13일 찰스와 그의 영국 추밀원에서 논의되었다. 다음 날, 두 명의 추밀원 의원이 앨버말과 이 문제를 논의하기 위해 파견되었다. 대표단은 앨버말이 자신이 네덜란드와 싸울 70척 이상의 함선을 남겨둔다면 도버 해협을 봉쇄하기 위해 루퍼트 공 휘하의 전대를 파견하는 것에 반대하지 않을 것이라고 기록했다. 루퍼트는 함대에서 일반적으로 빠르거나 잘 무장된 함선 20척을 선택했고, 포츠머스나 플리머스에서 이용 가능한 추가 함선을 수집하라는 지시를 받았다. 루퍼트의 초기 지시는 보포르트의 함대를 공격하는 것이었는데, 그의 원래 32척의 함선 중에는 무장이 약하거나 승무원이 부족하거나 느린 함선이 여러 척 포함되어 있었다. 그러나 뒤켄의 전대가 보포르트와 합류할 예정이라는 것이 알려지자, 루퍼트는 프랑스 함대가 정박 중이거나 침공을 시도할 경우에만 공격하고, 그렇지 않으면 보포르트를 만났거나 프랑스 함대가 위험할 만큼 가까이 있지 않다는 신뢰할 수 있는 정보가 있는 즉시 주 함대와 다시 합류하라는 지시를 받았다. 결과적으로 프랑스 함대는 나타나지 않았다.
앨버말이 함대 분할에 대한 책임이 있거나 루퍼트의 전대 손실을 받아들인 데 대한 안일함이 있다는 비난을 받았지만, 그는 루퍼트의 20척 전대가 분리된 후에도 네덜란드 함대와 맞설 70척 이상의 함선을 보유할 것으로 예상했다는 점은 분명하다. 5월 14일 추밀원 의원들과 이야기할 때, 공동 사령관에게 할당된 함대의 명목상 병력은 90척이 넘었지만, 이 중 적어도 12척은 템스강 하구에 있는 함대에 합류하지 않았고, 당시 함대에 있던 3척은 나중에 항구로 돌아왔다. 누락된 함선 중 4척은 재정비되었지만 제때 함대에 합류할 만큼 충분히 인력을 확보할 수 없었고, 3척은 수리 중이었으며, 5월에 합류할 것으로 예상되었던 새로 건조된 5척의 함선은 인력 확보와 보급 문제로 지연되었다. 문제의 대부분은 찰스 2세와 그의 대신들이 단기 전쟁을 계획했으나, 로스토프트의 부분적인 승리 이후 1년 동안 대규모 함대를 유지하는 것이 1666년 영국 공공 재정에 거의 감당할 수 없는 부담을 주었다는 점이었다.
앨버말은 5월이 진행될수록 템스강 하구에 있는 자신의 지휘 하에 있는 함선 수가 적은 것에 대해 점점 더 우려했으며, 특히 네덜란드 함대가 항구를 떠날 준비를 하고 있다는 정보를 받은 후 더욱 그러했다. 그는 5월 26일에서 28일 사이에 해군 위원회와 찰스 2세의 국무장관 중 한 명인 헨리 베닛, 제1대 알링턴 백작에게 세 차례 편지를 썼다. 각 경우에 그는 70척의 함선으로 네덜란드 함대와 싸우겠다는 자신의 약속을 다시 강조했지만, 5월 27일에는 54척, 5월 28일에는 56척밖에 없었기 때문에 훨씬 우세한 네덜란드 함대와 싸워야 하는지 아니면 후퇴할 수 있는지에 대한 결정을 요청했다. 알링턴에게 보낸 마지막 편지는 이러한 수적 불균형이 지속될 경우 전투를 거부하라는 구체적인 지시를 요청하는 내용이었다.
요크 공작의 답변에는 앨버말이 70척 미만의 함선을 가지고 있을 경우 전투를 거부하라는 지시는 없었지만, 그에게 결정을 내릴 재량권을 남겨두었다. 부분적으로 이는 찰스와 그의 신하들이 네덜란드가 프랑스 함대와 합류하기 위해 스코틀랜드 북쪽으로 항해한 후 영국 함대를 공격할 의도라고 믿었기 때문에 앨버말이 함대 규모를 늘릴 시간이 있다고 생각했기 때문이었다. 그러나 의존했던 정보는 잘못된 것이었으며, 전투가 시작될 때 앨버말이 지휘하는 56척의 영국 함대는 미힐 더 라위터르 중장이 지휘하는 네덜란드 함대 85척에 비해 수적으로 열세였다. 6월 3일과 4일에 5척의 함선이 앨버말에게 합류했고, 루퍼트의 전대가 돌아오기 전이었다.
전투 전날, 네덜란드 함대는 72척의 대형 군함, 13척의 소형 군함(프리깃으로 분류됨), 9척의 화공선, 그리고 8척의 연락 요트와 20척의 갤리로 구성된 보조 병력으로 이루어져 있었으며, 4,200문의 대포와 22,000명의 승무원을 갖추어 당시까지 가장 크고 강력한 네덜란드 함대였다. 더 라위터르는 그날 스웨덴 상선으로부터 이틀 전 켄트 해안에서 영국 함대(약 80척으로 추정)를 목격했다는 정보를 받았다.

## 전투

### 첫째 날, 오전

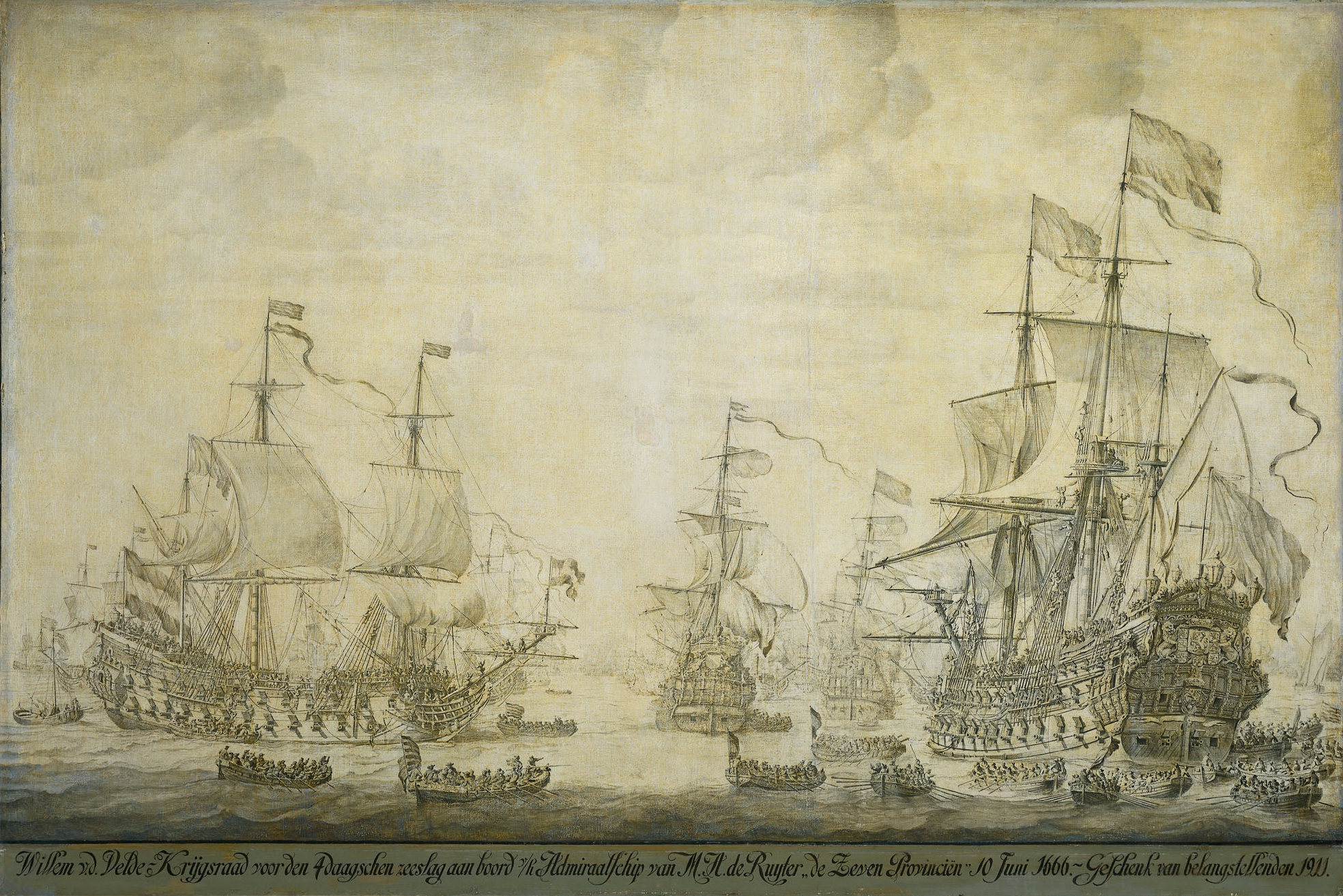
빌럼 판 더 벨더 1세의 데 제벤 프로빈시엔에서 열린 전투 회의, 1666년

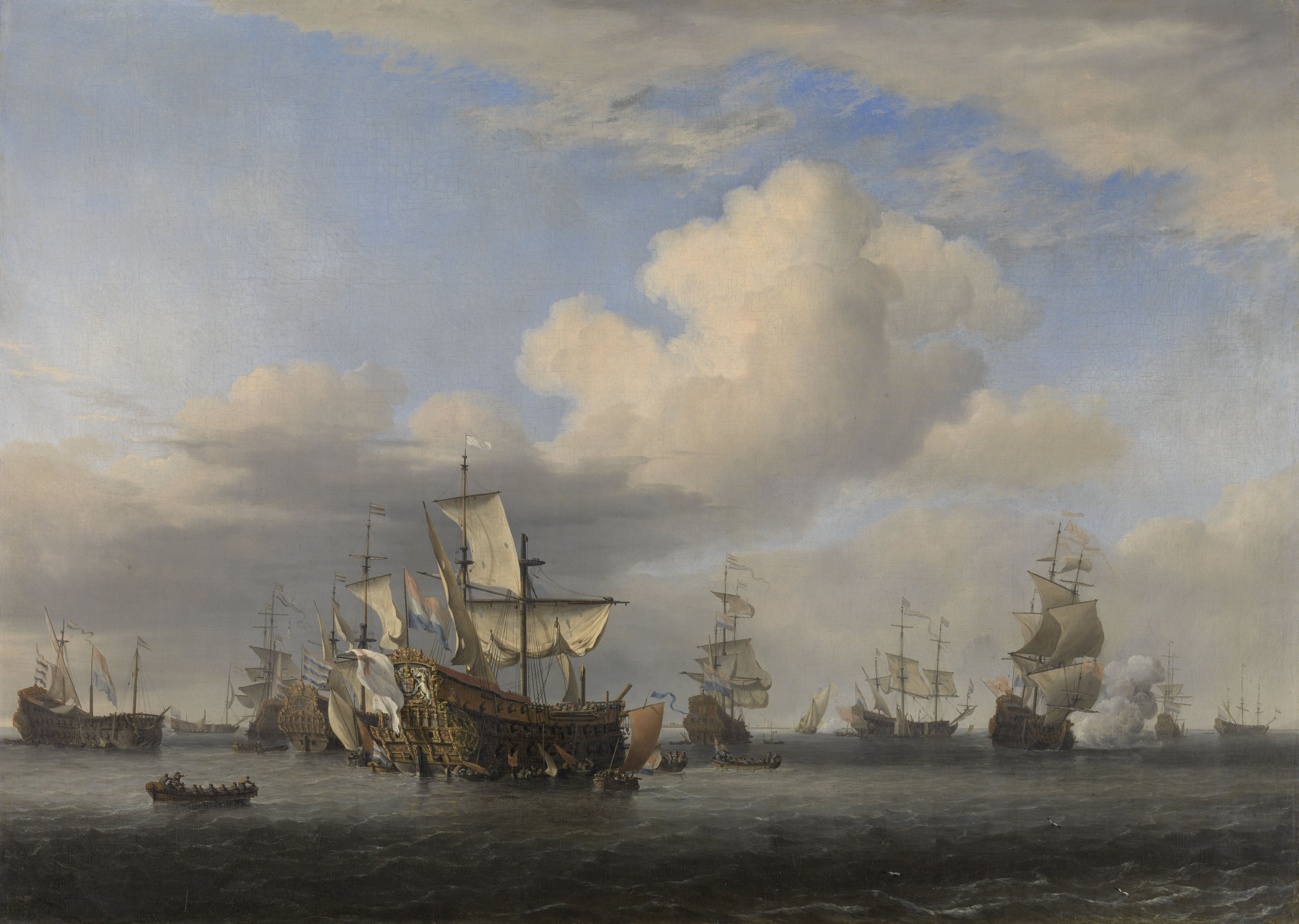
빌럼 판 더 벨더 2세의 HMS 스위프트슈어, 세븐 오크스, 로열 조지 나포 및 네덜란드 깃발 휘날림

앨버말은 루퍼트 함대의 분리에 따라 함대 편대를 재편성하고 5월 30일 전쟁 회의에서 기함 장교 임명을 변경했다. 다음날 네덜란드 함대가 니우포르트 북쪽에 있을 때, 더 라위터르도 선장들을 기함으로 불러 최종 명령을 하달했다. 그날 저녁 네덜란드 함대가 정박했을 때, 영국 함대에서 불과 25마일 떨어져 있었다. 6월 1일 아침, 양 함대는 일찍 출항했고, 오전 7시경 일부 네덜란드 함선들이 영국 함대에 의해 발견되었다. 오전 내내 앨버말에게 적어도 80척의 네덜란드 군함이 있다는 것이 분명해졌다. 그는 기함 장교들과 상의했고, 네덜란드 함대가 맹렬히 추격하는 상황에서 템스강 하구로 철수하기 어려울 것이므로 싸워야 한다고 결정했다. 그러나 강한 바람과 거친 바다는 전투에 불리했기 때문에 날씨가 좋아진 후에야 싸울 것을 예상했다. 앨버말은 또한 켄트호 편으로 루퍼트에게 가능한 한 합류하라는 메시지를 보냈다.
오전의 날씨 상황으로 인해 네덜란드 함대는 정박하게 되었고, 정오경 앨버말은 네덜란드 함대가 정박 중이며 준비되지 않았음을 깨닫고, 불리한 날씨에도 불구하고 코르넬리스 트롬프 중장 지휘 하의 네덜란드 후방 편대를 공격하기로 결정했다. 이는 네덜란드 중앙 편대와 선두 편대가 개입하기 전에 이를 무력화시킬 수 있기를 바랐기 때문이다. 영국 함대는 정규 전투 대형을 갖추지 못했지만, 12시 30분 앨버말은 공격 명령을 내렸고, 그의 적색 편대와 조지 아이스큐의 백색 편대가 혼합되어 선두에 섰으며, 토마스 테디먼의 청색 편대가 후방을 형성했다. 많은 함선이 하단 포대를 안전하게 조작할 수 없는 바람과 해상 조건에서 영국 함대가 공격할 것이라고 예상하지 못했던 더 라위터르는 이 공격에 완전히 기습당했지만, 영국 함대에 가장 가까웠던 트롬프는 함선들에게 닻줄을 끊으라고 명령했고, 그들은 남동쪽으로 항해했고, 나머지 네덜란드 함대가 뒤를 이었다.
네덜란드 함대는 후방의 트롬프부터 선두의 코르넬리스 에버르트선 폰 나이아덴까지 북동쪽으로 이어진 일렬로 정박해 있었으므로, 트롬프 지휘하의 후방 함선 30~40척과 더 라위터르 지휘하의 중앙 함선 일부만이 처음으로 영국 함대 전체에 맞서 전투 대형을 형성할 수 있었다. 영국 함대가 바람받이 우세를 점하고 있었으므로, 처음에는 수적으로 열세인 네덜란드 함대를 공격할 수 있었지만, 많은 영국 함선이 근접 교전에 실패했다. 이러한 실패와 트롬프가 신속하게 함선을 항해 중인 상태로 만든 조치는 앨버말이 트롬프의 편대를 무력화하려던 시도를 좌절시켰다. 양측이 서로에게 큰 피해를 주지 않고 세 시간이 지난 후, 에버르트선의 편대가 교전에 참여하기 시작했고, 영국 청색 편대의 틈을 뚫거나 그들의 항적을 가로질러 항해함으로써 영국 함대의 해당 부분에 대한 바람받이 우세를 얻었다.

### 첫째 날, 오후
오후 5시경에는 수적 우세가 네덜란드 함대로 넘어갔고, 네덜란드 함대는 후방에서 영국 청색 편대를 양쪽에서 공격하고 있었다. 이 무렵 두 척의 네덜란드 함선이 화재에 휩싸였는데, 에버르트선 편대의 Hof van Zeeland와 트롬프 편대의 Duivenvoorde였다. 두 함선 모두 승무원 대부분과 함께 손실되었고, 다른 두 척의 네덜란드 함선도 심각한 화재를 진압해야 했다. 일부 생존자들은 나중에 이 함선들이 "불덩이 탄환"에 맞았다고 주장했으며, 인화성 물질로 채워진 속이 빈 황동 구슬로 구성된 탄약 유형이 존재했지만, 다른 네덜란드 목격자들은 두 함선 자체 포의 불타는 탄피가 강풍에 의해 되돌아와 화재를 일으켰다고 생각했다.
두 함대가 플란데런 해안의 얕은 바다로 향하고 있고, 그의 청색 편대가 맹렬한 공격을 받고 있었기 때문에, 앨버말은 오후 5시 30분경 적색 편대와 백색 편대 함선들에게 북서쪽으로 돌아서라고 명령했다. 적색 편대의 대부분은 신호를 보고 순서대로 돌았다. 백색 편대는 일부 적색 편대 함선의 지원을 받으며, 윌리엄 버클리 경 부제독 지휘 하에 한 시간 더 남동쪽으로 계속 항해했는데, 이는 그들 자신의 문제에 대처해야 했기 때문이다. 6시 30분경 앨버말은 백색 편대를 이끌고 있었고, 그 뒤를 청색 편대가 따르며 에버르트선 편대에 맞서 북서쪽으로 항해하며 근거리에서 교전했다. 더 라위터르 편대는 적이 없어 한숨 돌리며 임시 수리를 했고, 앨버말과 에버르트선 함선들도 서로를 지나친 후 같은 작업을 했다.
남동쪽에서는 트롬프의 함선 Liefde가 Groot Hollandia와 충돌하여 둘 다 전열에서 이탈했다. 윌리엄 버클리 경 부제독은 이를 로스토프트에서 비겁하다는 비난으로 손상된 그의 명성을 만회할 기회로 보았고, 다른 영국 함선들의 지원을 거의 받지 못한 채 자신의 함선인 HMS 스위프트슈어으로 공격했다. 즉시 칼란트수흐(Callantsoog)와 레이허(Reiger)가 지휘관을 구하기 위해 달려와 사슬탄으로 영국 함선의 삭구를 파괴했다. 그 후 레이허는 처음에 격퇴당했지만 스위프트슈어에 승함하는 데 성공했다. 버클리는 머스켓 탄에 목을 맞아 치명상을 입었고, 그 후 스위프트슈어는 나포되었다. 함선 부관은 목이 잘린 채 화약고에서 발견되었다. 그는 함선을 폭파시키려 했으나, 자신의 승무원들이 화약을 젖게 하자 포로로 잡히는 대신 스스로 목숨을 끊었다고 주장되었다.
백색 편대 소속 함선 두 척이 스위프트슈어와 같은 운명을 맞았다. Loyal George는 스위프트슈어를 도우려 했으나 역시 나포되었고, 손상된 HMS Seven Oaks(이전 Sevenwolden)는 Beschermer에 의해 나포되었다. 헤이그에 전시된 후 버클리의 방부 처리된 시신은 네덜란드 의회의 서신과 함께 휴전하에 영국으로 반환되었는데, 이 서신은 제독의 용기를 칭송하는 내용이었다. 네덜란드 함대를 처음 발견했던 정찰선 중 하나인 HMS Rainbow는 고립되어 중립국 오스텐더로 도주했으며, 트롬프 전대 소속 함선 12척의 추격을 받았다.
오후 7시경, 더 라위터르의 전대는 수리를 마쳤고, 에버르트선과 트롬프의 지원을 받으며 앨버말의 함선들을 공격하기 위해 전진했는데, 이 함선들은 백색 전대의 증원을 받았다. 재결합된 함대들은 두 번 교전했으며, 네덜란드 함대는 먼저 남동쪽으로 항해한 다음 북서쪽으로 항해했고, 영국 함대는 반대 방향으로 항해했다. 영국 함선 중 한 척인 후방 제독 하먼의 기함 헨리는 두 개의 돛대를 잃는 등 심하게 손상되어 앨버말의 나머지 함대가 북서쪽으로 방향을 틀었을 때 뒤처졌다. 이 함선은 수리를 마치고 함대에 다시 합류하려 할 때 네덜란드 화공선들의 공격을 받았다. 헨리는 화염에 휩싸이고 승무원의 3분의 1이 공황 상태에서 바다로 뛰어내렸음에도 불구하고 세 척의 화공선을 격퇴하는 데 성공했다. 하먼은 에버르트선의 항복 제안을 거부했으며, 앨버말에게 가는 길을 막고 있던 네덜란드 함선들을 향해 마지막으로 발사한 포탄이 에버르트선을 두 동강 냈다. 그 후 헨리는 앨드버러, 노퍽로 탈출했다.
두 함대가 멀어져 오후 10시경 야간 정박에 들어갔을 때, 네덜란드군은 정박 중이거나 영국 함대에 수적으로 열세일 때 에버르트선의 전대를 무력화시키려는 시도에서 살아남았고, 자신들은 화재로 두 척을 잃은 반면 영국 함선 세 척을 나포하고 세 척을 전투에서 이탈시켰다는 점에 만족할 수 있었다. 비록 양측의 다른 함선들도 손상을 입었고, 몇몇 네덜란드 함선은 수리를 위해 항구로 돌아갔지만 말이다. 에버르트선의 손실 또한 크게 애도되었다. 그러나 트롬프는 네덜란드 주력 함대와 동시에 정박하는 데 실패했고, 그 결과 그의 전대는 더 라위터르와 연락이 끊어졌다.

### 둘째 날, 앨버말의 공격
6월 2일 아침은 화창하고 따뜻했으며, 남서풍이 살랑거렸다. 새벽에 더 라위터르는 직접 지휘하는 군함이 53척뿐이었는데, 트롬프는 밤이 되면서 다른 12척과 함께 분리되었기 때문이다. 트롬프는 새벽 직후 시야에 들어왔지만 전투가 시작될 때 나머지 함대보다 몇 마일 뒤쪽에 있었다. 다른 12척의 네덜란드 함선은 레인보우를 오스텐더로 추격했고 하루 대부분 실종되었으며, 양측의 다른 함선들은 수리를 위해 항구로 돌아갔다. 이로 인해 더 라위터르와 트롬프는 65척의 함선을, 앨버말은 48척의 함선을 마주하게 되었다.
앨버말은 시야에 들어온 네덜란드 함대의 크기가 크게 줄어든 것이 영국 포격의 결과라고 믿는 당연한 실수를 저질렀고, 오전 6시부터 직접 공격을 통해 네덜란드 함대를 파괴하려 시도했다. 처음에는 트롬프를 고립시키기 위해 남쪽으로 항해했고, 그 다음에는 남동쪽으로 항해했으며, 네덜란드 주력 함대는 북서쪽으로 이동했다. 약 7시 30분경, 두 함대는 서로를 지나치면서 근거리에서 교전을 시작했다. 오전 내내 약한 바람 속에서 두 함대는 여러 번 서로를 지나치고 되돌아왔고, 이 과정에서 각 측의 함선들이 상대방의 전열을 뚫고 지나가는 경우도 있었다. 트롬프는 이 기간 동안 네덜란드 전열의 후방에 합류할 수 있었다. 비록 영국 함대는 이를 새로운 함선의 증원으로 생각했지만, 거의 동시에 앨버말은 루퍼트와 그의 전대가 돌아오고 있으며 도착하면 환영할 만한 지원을 제공할 것이라는 메시지를 받았다.
첫 두 차례의 통과에서 영국 함대는 HMS 앤, HMS Bristol, 임차선 Baltimore가 손상되어 템스강으로 돌아가야 하는 등 좋지 않은 결과를 낳았다. 그 후 오전 10시경, 두 함대가 분리되자마자 바람이 멈췄고, 한 시간 동안 정지 상태가 되었다. 전투가 재개되자, 데 제벤 프로빈시엔에 탑승한 더 라위터르는 남동쪽으로 항해하던 영국 전열을 가로질러 바람받이 우세를 얻었다. 그의 의도는 선수 대기 전술을 포기하고 영국 함대에 대한 전면 공격을 감행하여 함선을 나포하는 것이었으며, 이러한 의도를 알리기 위해 붉은 깃발을 올리라고 명령했다.

### 둘째 날, 트롬프의 어려움
적진을 공격하기 전에 더 라위터르는 트롬프와 후방 편대의 함선 일곱 또는 여덟 척이 바람받이 우세를 얻지 못하고 이제 지원 없이 영국 적색 편대의 바람 아래에 고립되어 조지프 조던 (영국 해군 장교) 경 부제독 지휘 하의 그 편대 함선들의 공격을 받고 있다는 것을 알게 되었다. 트롬프가 더 라위터르의 신호기를 보지 못했는지, 아니면 그의 명령을 따르지 않기로 결정했는지는 불분명하지만, 몇 분 안에 그의 주요 함선 6척, 심지어 그의 대체 기함인 Provincie Utrecht까지 돛대에 심각한 손상을 입었고 영국 화공선에 취약해졌으며, 화공선들은 그의 이전 기함 Liefde를 불태우는 데 성공했다. 아브라함 판 데르 휠스트 부제독이 머스켓 탄에 맞아 전사한 Spieghel은 영국 적색 편대의 함선 세 척에게 공격받아 불능 상태가 되었다.
그러나 트롬프의 나머지 함선들은 요한 더 리프데 부제독과 함께 영국 청색 편대를 뚫고 트롬프를 공격하는 영국 함선들을 격퇴하는 더 라위터르에 의해 구출되었고, 나머지 네덜란드 함대는 아에르트 판 네스 지휘 아래 남쪽으로 향하여 영국 청색 편대와 적색 편대의 나머지가 조던과 합류하여 트롬프를 공격하는 것을 막았다. 트롬프를 구출하는 동안 영국 함대의 중앙과 후방을 바쁘게 만든 더 라위터르의 세심한 계획은 전날 버클리의 성급함과 대조적이었다. 그러나 그는 상당한 위험을 감수했는데, 조지 아이스큐는 더 라위터르와 트롬프가 취약한 위치에 있는 것을 보고 그들을 고립시키기 위해 그의 백색 편대를 북쪽으로 돌렸다. 아이스큐는 무질서한 네덜란드 함대를 더 밀어붙이지 않은 것에 대해 비판을 받았지만, 그의 함선들 또한 북쪽으로 돌기 시작했고 공격받을 경우 더 라위터르에게 꽤 빨리 합류할 수 있었던 판 네스에게 취약했다.
트롬프는 이미 네 번째 함선으로 갈아탄 후 더 라위터르를 방문하여 구조에 감사했지만, 그가 어두운 기분임을 알게 되었다. 더 라위터르는 트롬프를 구출하기 위해 영국 함대에 대한 전면 공격 계획을 취소해야 했고, 그 동안 판 데르 휠스트 부제독과 프레데릭 슈타하우어 후방 제독이 모두 전사했다. 네덜란드 함대를 떠나는 함선 목록은 늘어나고 있었다. Hollandia는 Gelderland, Delft, Reiger Asperen, Beschermer와 함께 세 척의 나포된 영국 함선을 호위하기 위해 본국으로 보내졌다. 이제 손상된 Pacificatie, Vrijheid, Provincie Utrecht, Calantsoog도 항구로 돌아가야 했다. Spieghel은 덜 손상된 Vrede에 의해 견인되어야 했고, 손상된 Maagd van Enkhuizen은 다음 날 네덜란드로 떠났다.

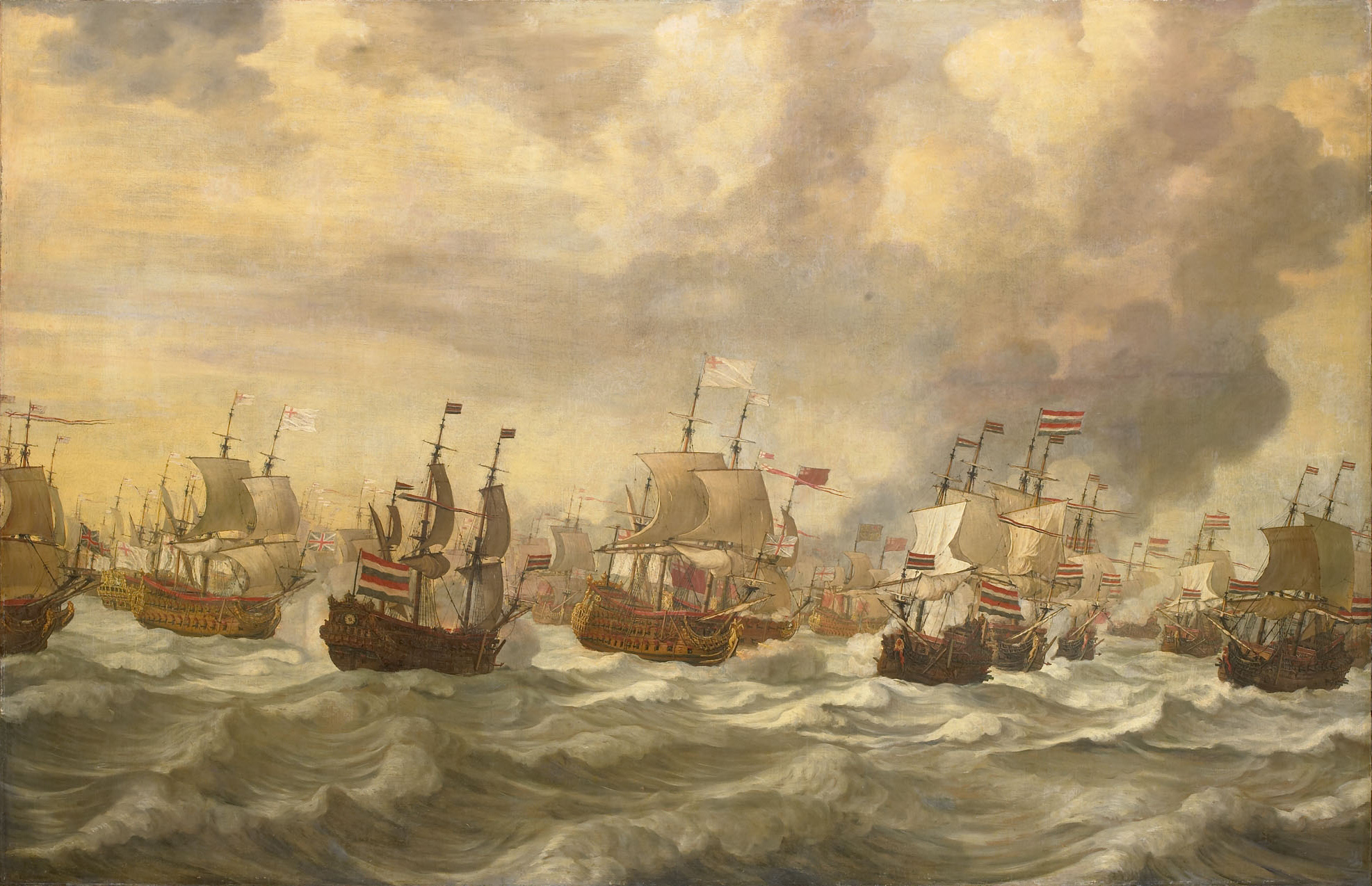
빌럼 판 더 벨더: 4일 해전의 에피소드

더 라위터르의 함대는 손실로 인해 유효 함선이 57척으로 줄어들었고, 일부는 거의 효과적이지 않은 43척의 영국 함대에 맞서기 위해 전열을 재정비했으며, 이제 양 함대는 서로 반대 방향으로 세 번 통과했다. 두 번째 통과에서 De Zeven Provinciën은 주 상부 돛대를 잃었고 더 라위터르는 함선 수리를 감독하기 위해 전투에서 물러났으며, 임시 지휘권을 아에르트 판 네스 중장에게 위임했다. 그는 나중에 불확실한 전투에서 어떤 패배에 대한 책임도 판 네스에게 넘기려 했다는 비난을 받았지만, 당시에는 제독이 언제 함선을 바꿔야 하는지에 대한 확립된 규칙이 없었다. 앨버말은 전날 전투 중에 재정비를 위해 정박했을 때 Royal Charles에 머물렀으며 그의 행동에 대해 의문이 제기되지 않았다. 더 라위터르는 네덜란드 의회로부터 불필요한 위험을 피하고, 최고 사령관의 상실이 네덜란드 지휘 체계를 망가뜨렸던 로스토프트 해전의 사건이 반복되지 않도록 엄격하고 상세한 서면 명령을 받았다.
판 네스는 다음 세 번의 통과에서 네덜란드 함대를 지휘했다. 함대가 리워드 위치를 점유하고 있었기 때문에, 포의 사거리가 더 길었고, 이는 수적 우위와 함께 오후 초반까지 그날의 결과가 소모전에 의해 결정될 수 있다는 것을 분명히 했다. 일부 영국 함선은 심하게 손상되었고, 상선 Loyal Subject와 다른 함선은 본국 항구로 철수했으며, HMS Black Eagle(이전 네덜란드 Groningen)은 조난 신호를 올렸지만, 많은 수선 아래 총탄 구멍으로 인해 선원들을 배에 태우기도 전에 침몰했다. 오후 6시경, 앨버말의 함대는 41척의 함선만 전투에 남아 있었고, 많은 함선이 심하게 손상되었으며 상당한 사상자가 발생했고, 일부는 화약과 포탄이 거의 남아있지 않아 거의 붕괴 직전이었다.

### 둘째 날, 네덜란드 증원군
영국군의 어려움을 더하기 위해 오후 늦게 또는 초저녁에 12척의 새로운 네덜란드 함선이 남동쪽 지평선에 나타났다. 그 당시 앨버말은 이들이 새로운 병력의 일부라고 믿었는데, 홀란드의 영국 정보망은 네덜란드가 네 번째 전대를 전술 예비대로 유지할 것이라고 보고했기 때문이다. 실제로 이 선택권은 논의되었지만 더 라위터르는 전투 직전에 다른 제독들에게 세 전대만 사용하도록 설득되었다. 사실 이 12척은 첫날 레인보우를 추격하여 오스텐더로 갔던 트롬프 전대의 함선들이었고 이제 전투에 재합류하고 있었다. 이 증원군이 어둠이 내리기 전에 네덜란드 함대에 합류할 수 없다는 것이 분명했지만, 루퍼트의 행방이 여전히 알려지지 않은 상황에서 영국 함대가 35척의 함선(심하게 손상된 6척 제외)만으로 사흘째 전투를 계속할 여지는 없었다.
앨버말은 후퇴 명령을 내렸다. 다행히도 영국 함대는 북서쪽으로 향하고 있었고 남동쪽으로 향하던 네덜란드 함대를 지나쳤으므로, 갈로퍼 샌드(Galloper Sand) 북쪽으로 가서 템스강으로 이어지는 수심 깊은 수로로 진입하기 위해 항로를 크게 변경할 필요가 없었다. 판 네스는 영국 함대가 탈출하는 것을 깨닫기 전에 네덜란드 함대가 상대편에게 또 다른 통과를 시작하기 위해 순차적으로 태킹하라는 명령을 내렸다. 그는 이 명령을 취소하고 모든 함선이 함께 태킹하여 항해 순서를 뒤집는 명령으로 대체하지 않기로 결정했는데, 이는 혼란을 야기할 수 있기 때문이었다. 이로 인해 앨버말은 4~5마일의 선두를 얻었고, 해가 거의 지고 바람이 잦아들었기 때문에 네덜란드가 어둠이 내리기 전에 그를 따라잡기에는 너무 멀었다. 후퇴하는 동안 앨버말은 자신의 Royal Charles를 포함하여 가장 강력하고 손상이 적은 함선 15척을 후위로 일렬 횡대로 배치하고, 가장 심하게 손상된 6척은 자체적으로 항구로 돌아가도록 명령했다. St Paul(이전 네덜란드 Sint Paulus)은 너무 많은 물을 실어 다른 함선들과 함께 항해할 수 없었고, 승무원이 내려진 후 나포를 막기 위해 불태워졌다.
양측 모두 둘째 날 결정적인 타격을 가할 기회를 놓쳤다. 첫째, 앨버말이 트롬프 편대의 부재로 인해 줄어든 네덜란드 함대를 아침에 공격했지만 성공하지 못했다. 그런 다음 더 라위터르는 트롬프를 구출해야 했기 때문에 영국 함대에 대한 전면 공격을 감행할 수 없었으므로 완전히 만족할 수 없었을 것이다. 비록 이 구출 작전으로 트롬프의 함선들이 압도당하는 것을 막았지만, 이것과 판 네스가 네덜란드 함대를 신속하게 후퇴시키지 못한 실패는 네덜란드가 많은 손상된 영국 함선들을 나포할 기회를 잃게 했다. 수적으로 열세였던 영국 함대는 잘 싸웠고, 비록 명백히 패배하고 후퇴했지만, 전멸하지는 않았다. 그러나 수리하고 재정비하여 더 전투에 참여할 수 있는 함선은 28척뿐이었다. 밤 동안 두 함대는 약 5마일 떨어져 정지 상태로 수리를 진행했다.

### 셋째 날

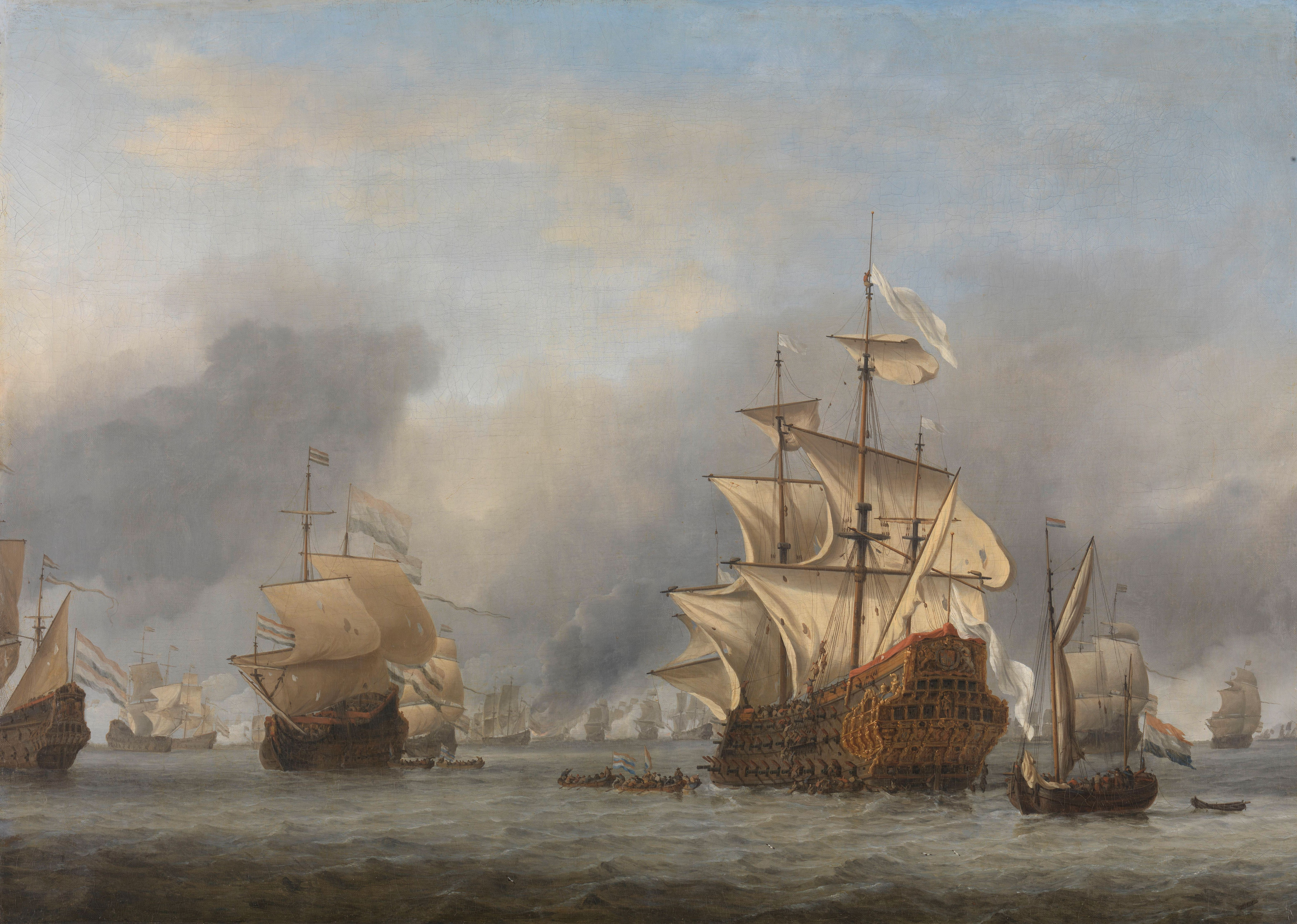
프린스 로얄의 항복

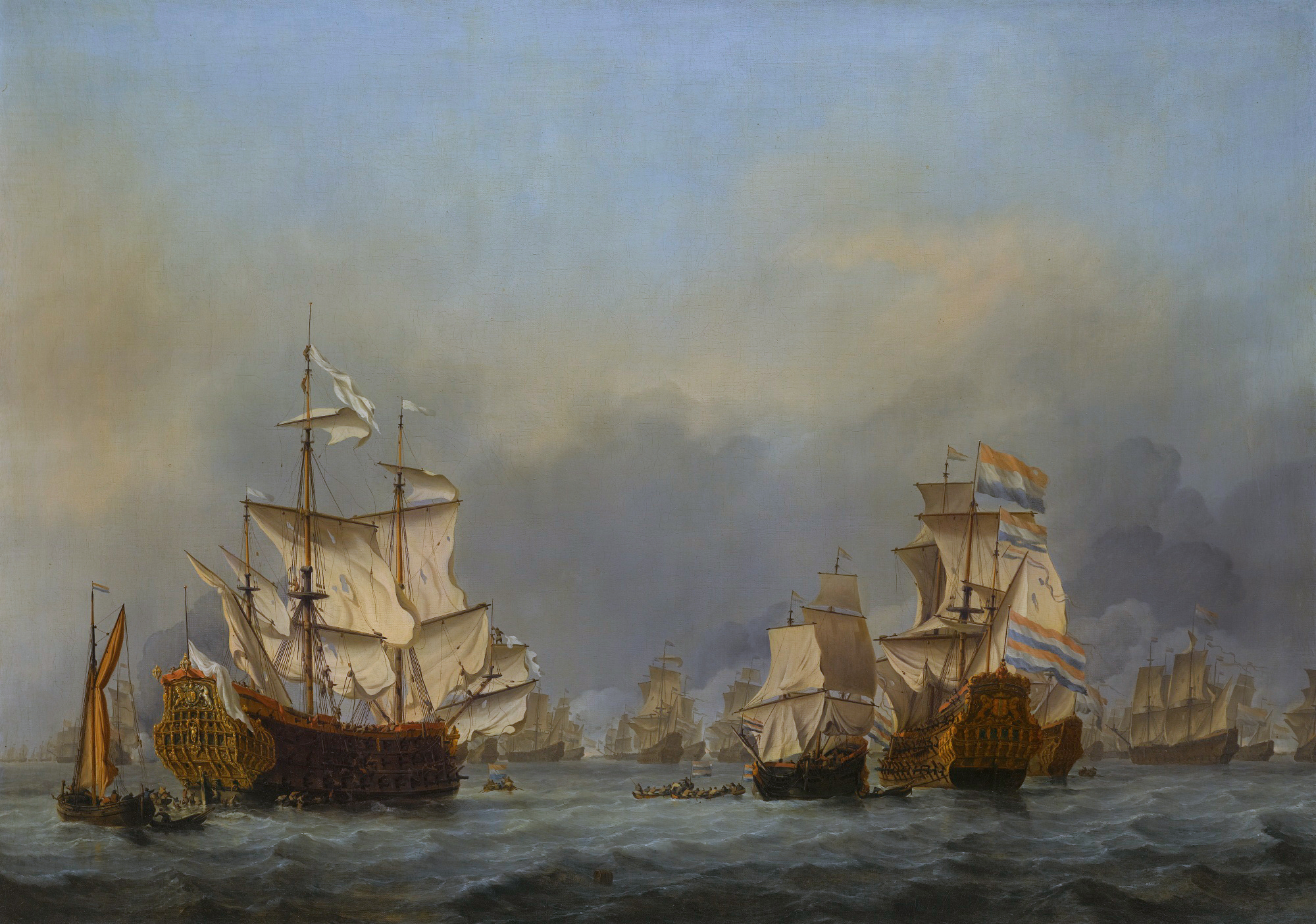
빌럼 판 더 벨더 2세의 4일 해전 중 프린스 로얄의 항복

해뜨기 전 밤새 잔잔했던 바다에 북동풍이 살랑거리기 시작했고, 영국 함대는 서쪽으로 약간 북쪽으로 방향을 틀어 후퇴를 계속하기로 결정했다. 판 네스는 더 라위터르가 여전히 훨씬 뒤쪽에 있었으므로 전쟁 회의를 소집했다. 이 회의에서는 영국 함대를 일렬 횡대로 추격하여 교전하고 압도하려는 의도에 동의했지만, 오전 내내 사정거리 밖에 머물렀다. 정오 무렵 바람이 강해지고 동쪽으로 바뀌자, 가장 빠른 네덜란드 함선들이 영국 함대를 따라잡기 위해 풀려났다. 그러나 영국 후위대 15척은 모두 크고 강력했으며, 각각 여러 대의 대포(32파운더 대포)를 함미에 장착하고 있었지만, 가장 큰 네덜란드 함선조차도 전방으로 발사할 수 있는 중구경 대포는 두 문뿐이었기 때문에 영국 함대는 네덜란드 함선들을 일정한 거리에 유지할 수 있었고, 어려움 없이 계속 항해했다.
오후 3시 직전, 루퍼트의 전대가 선두의 영국 함선들에 의해 남서쪽에서 북쪽으로 향하는 모습이 목격되었다. 판 네스는 이를 보고 루퍼트의 전대가 함대를 증원하기 전에 앨버말의 함선들을 교전으로 끌어들이려 했다. 앨버말의 조종사들은 그의 함대와 루퍼트의 전대 모두 이미 갈로퍼 샌드 북쪽에 있다고 가정했고, 오후 5시경 루퍼트와 합류하기 위해 서쪽으로 방향을 틀었다. 선두의 영국 함선들은 작았고, 얕은 흘수 덕분에 갈로퍼 샌드를 어려움 없이 통과할 수 있었지만, HMS 로열 찰스, HMS 로열 캐서린, HMS 프린스 로얄은 사주에 좌초되었다. 처음 두 척은 빠르게 풀려났지만, 백색 전대의 기함인 더 큰 프린스 로얄은 꼼짝 못하게 되었다. 곧 여러 척의 네덜란드 함선, 포함한 화공선 두 척에 의해 포위되었다. 조지 아이스큐 부제독은 네덜란드의 공격에 저항하기를 원했고, 부하들에게 침착하게 다가오는 화공선들을 격퇴하라고 간청했다. 그러나 승무원들이 공황에 빠져 어떤 램베스(Lambeth)라는 자가 깃발을 내렸고, 이로 인해 아이스큐는 Gouda 호에서 트롬프에게 항복할 수밖에 없었다. 이는 역사상 그토록 고위급 영국 제독이 해상에서 포로로 잡힌 유일한 경우였다. 트롬프는 프린스 로얄을 전리품으로 유지하기를 원했고, 오후 7시경 더 라위터르가 마침내 함대에 합류했을 때, 그는 처음에는 반대하지 않았다. 그러나 밀물이 들어와 배가 떠오르자 키와 조타 장치가 손상되어 스스로 조종할 수 없다는 것이 밝혀졌다. 재결합된 영국 함대가 공격을 준비하고 있었으므로, 더 라위터르는 프린스 로얄을 즉시 불태우라고 명령했는데, 이는 이를 탈환하려는 시도가 있을 수 있기 때문이었다. 더 라위터르는 그러한 상황에서 전리품을 불태우라는 네덜란드 의회의 명시적인 서면 지시를 가지고 있었다. 트롬프는 이미 명령에 반하여 몇몇 전리품을 본국으로 보냈었기 때문에 감히 어떤 이의도 제기하지 못했지만, 나중에 이 귀중한 전리품 손실에 대한 보상을 받으려 1681년까지도 불만을 자유롭게 표출했다.
루퍼트가 5월 29일 주 함대를 떠난 후, 앨버말은 수적으로 압도적인 네덜란드 함대가 항구를 떠나 출항했다는 정보를 받았다. 이 정보가 왕과 그의 고문들에게 전달되었을 때, 그들은 5월 31일 루퍼트에게 그의 전대를 돌려보내라는 명령을 보냈다. 이 명령은 6월 1일 와이트섬 해상에 있는 그에게 전달되었다. 그의 전대는 6월 2일 도버에 도착했지만, 약한 바람과 불리한 조류로 인해 다음 날 아침까지 지연되었다.
앨버말은 프린스 로얄을 잃고 손상된 함선 6척을 항구로 보낸 후 27척의 함선만 남았다. 루퍼트는 26척의 함선을 가져왔는데, 5월 29일에 그가 가지고 있던 20척에 5월 29일 이전에 함대에서 분리되었던 Kent와 Hampshire, 그리고 화공선 4척이 포함되었다. 템스강에서 온 Convertine, Sancta Maria, Centurion 세 척이 루퍼트와 동시에 함대에 합류했다. 따라서 영국 함대는 군함 52척(그 중 거의 절반이 손상되지 않고 완전한 승무원을 보유), 화공선 6척으로 구성되었고, 네덜란드 군함은 69척(주력함 57척, 나머지는 프리깃), 화공선 6~7척을 마주하고 있었다.
루퍼트가 도착한 직후 앨버말은 전쟁 회의를 소집했고, 수적으로 열세임에도 불구하고 다음 날 전투를 재개하기로 합의했다. 이를 깨달은 더 라위터르는 판 네스에게서 지휘권을 넘겨받아 함대를 동쪽으로 이동시켜 수리를 하고 나흘째 전투를 준비했다. 더 라위터르는 많은 함선들이 입은 손상과 탄약 부족에도 불구하고 수적 우세가 여전히 결정적일 수 있다고 판단했다.
앨버말과 루퍼트는 영국 함대를 재편성했다. 루퍼트의 손상되지 않은 빠른 함선들로 구성된 전대는 신선한 승무원들과 함께 새로운 백색 전대의 선봉을 맡았으며, 그 자신의 지휘 아래 크리스토퍼 밍스 경과 에드워드 스프래그 경이 각각 부제독과 후방 제독으로 임명되었다. 로버트 홈즈 (영국 해군 장교) 경은 나포된 아이스큐를 대신하여 이전 백색 전대의 잔여 함선들을 지휘했는데, 이들은 원래 20척 중 8척에서 10척 사이로 구성되었다. 홈즈의 함선들은 앨버말 지휘 하의 중앙 부대의 일부를 형성했을 가능성이 높지만 정확한 위치는 불분명하며, 부제독 토마스 테디먼이 제독의 부재 시 지휘하는 축소된 청색 전대가 후방을 형성했다. 네덜란드처럼 영국 함대도 저녁과 밤 대부분을 가능한 한 손상 수리에 보냈다.

### 넷째 날, 첫 교전
6월 4일은 구름이 많았고 상쾌한 남서풍이 불었다. 두 함대는 갈로퍼 샌드 동쪽으로 다른 항로를 따라 이동하여 새벽에는 서로의 시야에서 벗어났지만, 영국 정찰함들이 곧 네덜란드 함대를 남쪽에서 발견했다. 정찰함들을 따라오던 영국 주력 함대가 발견되자 더 라위터르는 기함 장교들을 소집하여 그의 함선을 선두로, 더 프리스(에버르트선 후임)를 중앙으로, 트롬프를 후방으로 하여 아홉 개 사단에 대한 새로운 편성을 논의했다. 그의 의도는 선수 대기 진형으로 싸우기보다는 세 곳에서 동시에 영국 전열을 돌파하는 것이었다. 영국 함대가 남동쪽으로 항해하며 접근했을 때, 네덜란드는 바람받이 우세를 점하고 북쪽으로 일렬 횡대로 항해한 후 영국 함대에 비스듬히 전열을 형성하여 처음에는 네덜란드 후방과 영국 선봉만이 서로의 사정거리 안에 있었다.
지난 며칠처럼, 함대들은 서로를 통과한 후 방향을 바꿔 전투를 시작했다. 더 라위터르는 영국 전열에 생길 수 있는 어떤 틈이라도 이용하여 돌파 계획을 실행하려고 기다렸지만, 함대들이 두 번째로 통과하던 7시 30분경, 루퍼트의 전대가 서쪽으로 항해하며 요한 더 리프데 부제독 지휘하의 선두 네덜란드 함선(기함은 Ridderschap van Holland)에 대항하여 바람받이 우세를 차지하면서 그의 계획은 저지되었다. 더 리프데의 직접적인 상대는 HMS 빅토리에 탑승한 밍스 부제독이었다. 밍스가 네덜란드 전열을 돌파하려는 시도는 더 리프데가 영국 전열을 돌파하려는 시도에 맞섰지만, 밍스는 그의 사단을 더 리프데의 함선들 중앙으로 밀어넣는 데 성공했다. 근접 전투에서 밍스는 총상을 입어 치명상을 입었고, 손상된 빅토리는 세 척의 함선이 보호하며 북쪽으로 밀려났다. Ridderschap van Holland는 부분적으로 돛대가 부러지고 조종 불능 상태였지만, 루퍼트(네덜란드 전열을 돌파하려던)는 그의 군함들에게 전열을 유지하라고 명령하고 화공선을 보내 불태우게 했지만, 그것은 단지 네덜란드 화공선에 불을 지르는 데만 성공했다. 그 후 Ridderschap van Holland는 너무 손상되어 전투를 계속할 수 없어 항구로 보내졌다. 루퍼트의 네덜란드 전열 돌파 시도는 HMS 로열 제임스이 더 리프데의 함선들보다 크고 더 강력하게 무장되어 있었고, 루퍼트와 앨버말의 다른 많은 함선들이 그것이 만든 틈을 통해 따라가거나 스스로 돌파하면서 성공했다. 그러나 트롬프의 후방 전대는 테디먼의 청색 전대를 돌파하여 혼란에 빠뜨렸다.
테디먼의 전대가 위험에 처한 것을 보고 앨버말과 루퍼트는 독립적으로 방향을 바꾸어 수적으로 우세한 병력으로 트롬프를 공격했다. 트롬프는 남서쪽으로 계속 갈 수 없었는데, 그 방향에 테디먼의 함선들이 있었기 때문이었다. 그는 기껏해야 12척에서 14척의 함선이 있었는데, 그 중 몇 척은 작았고, 북쪽으로만 후퇴할 수 있었다. 그렇게 하는 동안, 그의 함선 두 척이 충돌했고 Landman 중 한 척은 영국 화공선에 의해 불태워졌고, 이로 인해 Gouda 호도 심하게 손상되었다. 더 라위터르는 오전 늦게 영국 전열을 완전히 흐트러뜨리는 목표를 달성했지만, 그의 함대 자체도 무질서하여 혼란스러운 영국 함대를 이용할 수 없었다.
트롬프가 후퇴한 후, 무질서해진 함대들이 다시 전투를 계속하기 위해 재편성하려고 시도하는 동안 잠시 포격이 중단되었다. 영국 함대에서는 테디먼의 후방 전대가 먼저 전열을 갖추어야 했다. 그러나 일단 영국 전투선이 완성되자, 더 라위터르는 기껏해야 35척의 함선(아마도 그보다 적을 수도 있음)을 가지고 이에 맞서야 했다. 트롬프, 반 네스(밍스의 이전 전대에서 온 4척의 함선을 추격하기로 결정함), 그리고 드 프리스는 모두 멀리 떨어져 있었고 영국 함대는 그들과 더 라위터르 사이에 있었다. 이제 부관 존 내러버러가 지휘하는 빅토리와 그 세 척의 호위함은 트롬프와 반 네스에게 약 25척의 함선으로 공격받았지만, 나포를 피하기 위해 기동하는 데 성공했고 모두 전투에서 살아남았다. 드 프리스는 이 싸움을 무시하고 더 라위터르와 재합류하려고 시도했다.
아마도 32척에 불과하고 확실히 35척을 넘지 않는 함선으로 48척의 영국 함선과 싸워야 함에도 불구하고, 더 라위터르는 앨버말과 루퍼트가 트롬프를 공격하는 동안 다시 바람받이 우위를 되찾았다. 오전 늦게부터 오후 초반까지 두 함대는 서로를 지나치고 되돌아왔다. 앨버말은 드 프리스가 주력 네덜란드 함대에 합류하는 것을 막으려 하지 않았고, 드 프리스는 정오 무렵 합류했다. 연속적인 통과 동안, 수적으로 우세하고 더 무거운 대포를 가진 영국 함대는 네덜란드 함대에 접근하려 했지만, 더 라위터르는 신중하게 함선들을 너무 멀리 떨어뜨려 놓아, 일부 통과에서는 이전 전투로 탄약이 고갈된 일부 영국 함선들이 발포를 자제했다.
더 라위터르의 인내는 판 네스와 트롬프의 25척 함선 중 일부 또는 전부가 주전투에 복귀할 가능성에 기반을 두고 있었고, 그들은 오후 3시경부터 영국 함대의 바람 아래에서 복귀하기 시작했다. 이에 대응하여 앨버말은 루퍼트의 백색 전대에서 온 스프래그 사단을 포함한 약 37척의 함선으로 판 네스와 트롬프에 집중했고, 루퍼트는 약 12척의 함선으로 더 라위터르를 막기 위해 기동했다. 앨버말의 의도는 탄약과 일몰 전에 결정적인 타격을 가하는 것이었다.

### 넷째 날, 더 라위터르의 공격

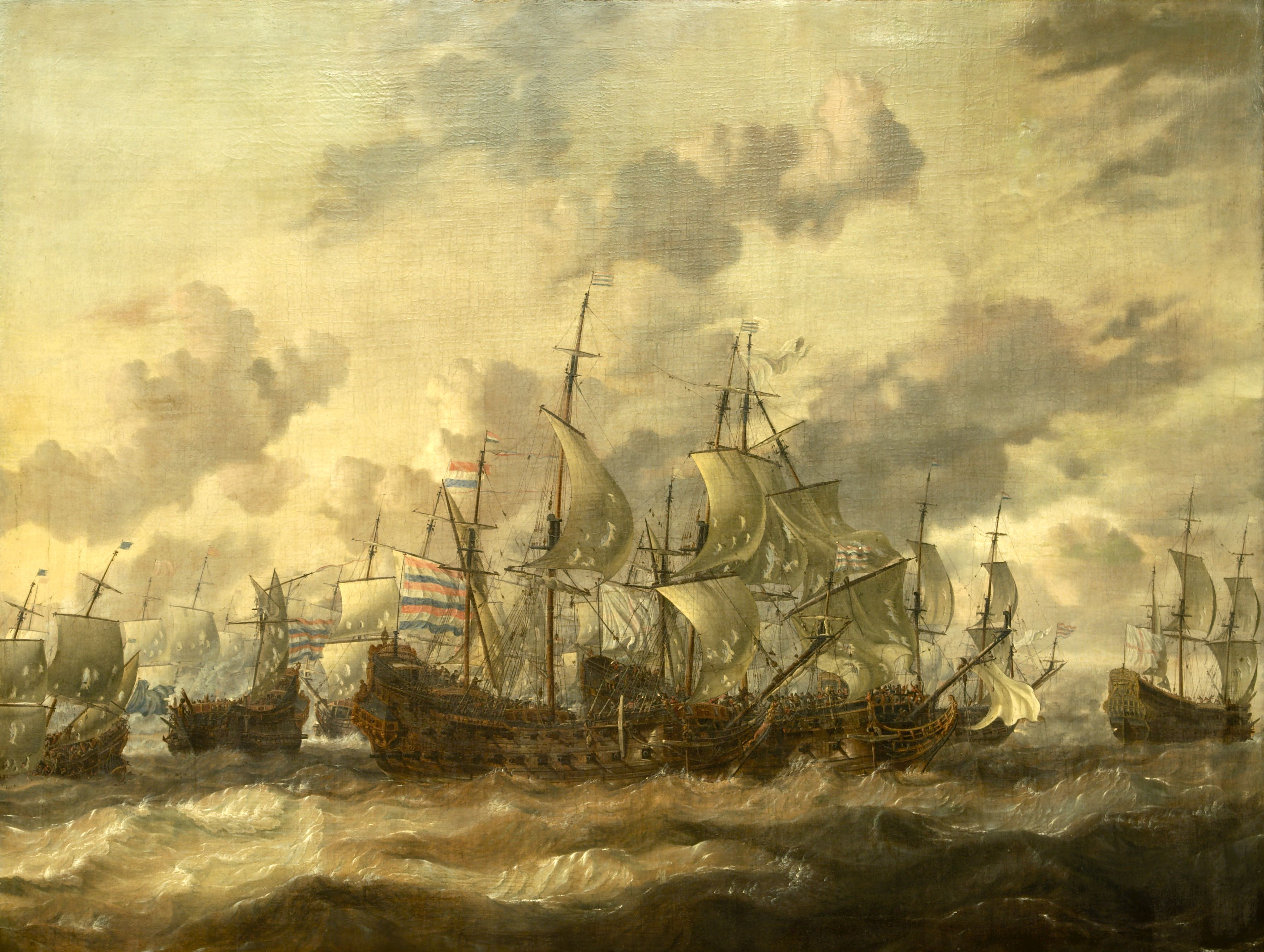
아브라함 스토르크의 4일 해전

앨버말과 루퍼트는 더 라위터르가 바람 위에서 일정 거리를 유지할 것이라고 예상하여, 루퍼트의 함선들이 앨버말이 트롬프와 판 네스를 격멸할 충분한 시간 동안 그들을 막아낼 수 있을 것이라고 내기를 걸었다. 앨버말은 근거리에서 공격하고 화공선을 투입하여 네덜란드군에 혼란을 야기했다. 테디먼의 Royal Katherine은 트롬프의 Wapen van Utrecht를 심하게 손상시켜 트롬프가 퇴각하고 더 이상 전투에 참여할 수 없게 만들었다. Dom van Utrecht는 Royal Charles에 항복할 수밖에 없었고, 다른 여러 함선들도 불능 상태가 되었다. 앨버말의 정책은 그의 대형 함선들이 나포되거나 불능 상태가 된 함선들을 점령하기 위해 정지하는 것을 금지했지만, 그는 나중에 그의 프리깃함들이 그 함선들에 불을 질렀어야 했다고 주장했다. 그럼에도 불구하고 앨버말은 네덜란드 함대의 상당 부분을 무력화시켰고 그의 승리는 확실해 보였다.
바람 위 3마일 떨어진 곳에서 더 라위터르는 불안하게 지켜보고 있었다. 그는 트롬프와 판 네스가 합류하기를 몇 시간 동안 기다렸지만, 그들은 몇 분 만에 격퇴되었다. 그는 나중에 자신이 전투에서 패했다고 생각했지만, 아드리안 방커르트 부제독과 상의한 후, 동쪽으로 항해하던 루퍼트의 전대가 그의 서쪽으로 항해하던 함대를 지나간 후, 루퍼트의 항적을 가로질러 앨버말의 후방을 향해 북동쪽으로 항해했다. 처음에는 앨버말은 더 라위터르가 판 네스와 합류하여 가능한 한 많은 네덜란드 함선과 함께 탈출하려 한다고 생각했고, 탄약이 거의 남아있지 않은 그의 지친 병력은 이 기동에 반대하지 않았다.
앨버말이 트롬프의 전대를 파괴하려는 시점에 더 라위터르의 예상치 못한 공격은 일부 영국 선장들을 당황하게 만들었고, 영국 함대는 불리한 상황에 놓이게 되었다. Royal James에 탑승한 루퍼트와 그의 전대는 처음에는 더 라위터르가 철수하고 있다고 생각하여 수리를 시작했다. 특히 Royal James의 돛대와 삭구는 심하게 흔들렸다. 더치 함대가 앨버말을 공격하고 있다는 것을 깨닫자마자 루퍼트는 그의 함선들에게 더 라위터르를 공격하라고 명령했는데, 그렇게 하면 더 라위터르는 그들과 영국 주력 함대 사이에 갇히게 될 것이었다. 거의 즉시 Royal James는 주 상부 돛대, 미젠 돛대 및 여러 주요 야드를 잃었다. 이제 배는 무력화되었고 나머지 전대는 네덜란드 함선에 계속 맞서기보다는 기함을 방어하고 서쪽으로 견인하기 위해 철수했다. 루퍼트는 나중에 대체 기함으로 사용할 다른 함선이 없었다고 주장했지만, 목격자들은 다른 함선이 있었다고 주장했다.
이를 본 더 라위터르는 전투에서 승리할 수 있음을 깨닫고 붉은 깃발을 올려 전면 공격 신호를 보냈고, 영국 후방에 집중했다. 앨버말의 기함 Royal Charles는 손상된 전방 돛대와 주 상부 돛대를 가지고 있었고, 바람을 맞는 쪽에 총탄 구멍이 생겨 앨버말은 돛대를 잃거나 침수될까 두려워 후방을 돕기 위해 태킹할 수 없었다. 그는 또한 갑작스러운 운명의 변화에 겁먹은 그의 선장들이 Royal Charles가 선두에 서지 않으면 그의 신호에 따라 태킹하지 않을 것이라고 믿었다. 테디먼 전대의 영국 함선들과 후방의 다른 함선들은 네덜란드군도 상대방만큼 화약이 부족했기 때문에 앨버말을 따라 서쪽으로 갈 수 있었고, 네덜란드군은 승함하여 그들을 나포하는 것을 목표로 삼았다. Rupert는 돛대를 잃었지만 추격자들을 격퇴하는 데 성공했지만, 프리지아의 후방 제독 헨드릭 브룬스벨트(Hendrik Brunsvelt)는 상선 Convertine을 나포했는데, 이는 HMS 에식스와 나중에 침몰한 이전 네덜란드 함선 HMS Black Bull과 얽혀 있었다. 브룬스벨트의 부제독, 그로닝겐에 탑승한 루돌프 쿠언더스(Rudolf Coenders)는 HMS Clove Tree(이전 네덜란드 동인도 회사 선박 Nagelboom)를 나포했다.

### 넷째 날, 영국군의 후퇴
영국 후방이 진압되자, 더 라위터르는 그의 함대 대부분을 이끌고 앨버말과 루퍼트를 추격하며, 그들이 합류하는 것을 막으려 했다. 영국 함대는 템스강 하구로 이어지는 깊은 수로를 향해 서쪽으로 항해를 유지했다. 앨버말과 루퍼트는 나중에 그들의 철수 초기 목표가 재편성하고, 필요하다면 다음 날 전투를 재개하는 것이었지만, 많은 함선들의 열악한 상태와 탄약 부족으로 인해 본국으로 계속 항해하기로 결정했다고 주장했다. 그러나 다른 영국 장교들은 네덜란드가 후퇴하는 영국 함대를 두 시간 동안 추격한 후 자신들의 항구로 돌아가기로 결정했다고 말했다.
더 라위터르는 나중에 항해가 어려워지는 짙은 안개 때문에 영국 함대 추격을 중단했다고 주장했는데, 그렇지 않았다면 함선들을 본국 항구까지 추격했을 것이라고 했다. 매우 독실한 더 라위터르는 갑작스러운 때아닌 안개 띠를 신의 징조로 해석하며 그의 항해 일지에 "그분은 단지 적의 교만을 겸손하게 만들기를 원하셨을 뿐, 완전히 파괴되는 것을 막으셨다"고 썼다. 그러나 안개는 일시적이었고 더 라위터르는 그의 직접적인 지휘 하에 약 40척의 함선만 있었으며, 다른 함선들은 불능 상태가 되어 네덜란드로 돌아가거나 나포된 함선들을 처리하고 있었고, 앨버말은 거의 그만큼의 함선, 포함한 몇몇 대형 함선을 가지고 있었는데, 이는 지친 네덜란드 함대에게 상당한 위험을 초래했다.
셋째 날 말까지 더 라위터르는 이미 전략적 승리를 확보했다. 함선 손실과 나머지 함선들의 손상은 영국 함대가 네덜란드 동인도 무역을 방해하거나 프랑스 함대가 네덜란드 함대에 합류하는 것을 막을 수 없게 만들었을 것이기 때문이다. 앨버말과 루퍼트가 생각했듯이 그가 넷째 날 오후에 후퇴했더라도, 그는 영국 함대에 제한적인 전술적 승리만을 내주었을 것이며 자신의 함대 대부분을 보존했을 것이다. Royal James의 돛대 파손은 더 라위터르가 포착한 기회였지만, 앨버말에 대한 그의 공격은 여전히 상당한 도박이었으며, 루퍼트 전대의 나머지가 그에게 맞서 싸우기보다 서쪽으로 철수하지 않았다면 성공하지 못했을 수도 있었다.

## 여파

### 평가

피터 코르넬리스 판 소에스트의 1666년 6월 1일~4일 4일 전투

제2차 영국-네덜란드 전쟁과 범선 시대의 가장 큰 해전은 의심할 여지 없이 네덜란드의 승리였지만, 양측 모두 처음에는 자신들이 이겼다고 주장했다. 그러나 네덜란드 함대는 사흘 동안 수적으로 훨씬 열세였던 영국 함대를 제압하기 어려움을 겪었으며, 네덜란드군은 둘째 날, 특히 넷째 날 패배의 위험에 처했다. 네덜란드는 또한 주로 불탄 함선 네 척에서 더 많은 사상자를 냈다. 프랑스 함대의 부재는 영국 함대의 잠재적 파괴를 막았기 때문에, 결과는 때때로 결정적이지 않다고 묘사된다. 비록 네덜란드는 처음으로 전열 전투 전술을 채택했지만, 부하 지휘관과 개별 선장들이 이 새로운 전술을 완전히 활용하기 위한 충분한 훈련이 부족했기 때문에 완전히 성공하지는 못했다. 넷째 날 네덜란드의 승리는 더 라위터르가 많은 네덜란드인에게 더 익숙했던 "구식" 공격을 지시한 후에야 얻어졌다.
전투 직후, 루퍼트 전대의 영국 선장들은 결과를 보지 못한 채 더 라위터르가 먼저 퇴각했다고 주장했는데, 이는 일반적으로 적 함대의 우위를 인정하는 것으로 간주되었다. 비록 네덜란드 함대가 결국 추격을 중단할 수밖에 없었지만, 그들은 영국 함대를 최소한 일시적으로는 무력화하는 데 성공했고, 스피겔(Spieghel)은 침몰하지 않고 수리되어 네덜란드 측은 단지 네 척의 작은 함선만 잃었다. 그러나 4일 해전 이후 네덜란드 함대의 명백한 우세는 7주 동안만 지속되었는데, 이 기간 동안 손상된 많은 영국 함선들이 수리되었고, 4일 해전에 참가하지 못했던 여러 함선들은 정비를 마치고 함대에 합류했으며, 엄격한 징집권 행사를 통해 영국 함대는 충분히 인력을 확보했다.
약 1,800명의 영국 수병이 포로로 잡혀 홀란드로 이송되었다. 그들 중 다수는 나중에 영국에 맞서 네덜란드 함대에서 복무했다. 그렇게 하기를 거부한 사람들은 다음 2년 동안 네덜란드 감옥에 남아 있었다.

### 이후의 행동

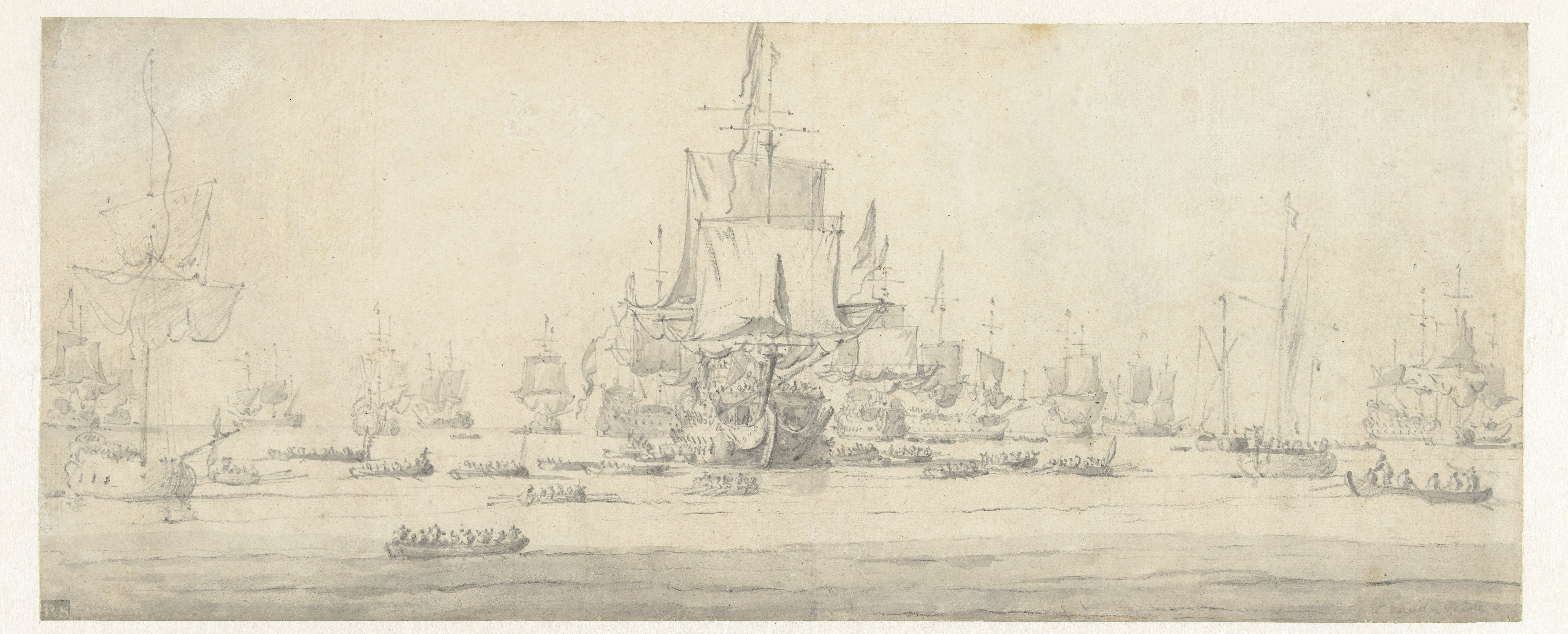
빌럼 판 더 벨더 2세의 1666년 4일 해전 전 네덜란드 함대의 군사재판.

네덜란드 지도자 요한 더빗은 네덜란드의 승리 규모를 과대평가하여, 더 라위터르에게 템스강 하구에 정박해 있는 영국 함대를 공격하여 파괴하라고 명령했고, 네덜란드 보병 2,700명은 켄트 또는 에식스 해안으로 수송되어 현지 민병대를 격파할 예정이었다. 더빗은 이 양면 공격이 네덜란드 공화국에 유리하게 전쟁을 끝낼 것이라고 희망했다. 더 라위터르는 6월 25일 출항하여 7월 2일 템스강 하구에 도착했다. 두 개의 네덜란드 전대가 템스강으로 안전하게 들어갈 수 있는 통로를 찾으려 했지만, 부표와 기타 항해 보조 장비가 제거되거나 사주 위에 놓여 있었고, 강력한 영국 전대가 그들의 통과를 막으려 준비하고 있음을 발견했다. 더 라위터르는 그 후 템스강을 봉쇄하여 약화되었다고 생각하는 영국 함대 잔여 병력이 자신과 맞서게 되어 파괴될 것이라고 기대했다.
복원된 영국 함대가 1666년 7월 첫 주에 더 라위터르의 함대와 같은 수에 도달했지만, 루퍼트와 앨버말은 장비와 인력을 보충한 함선들이 합류할 때까지 기다렸고, 7월 22일 템스강을 떠났다. 네덜란드 함대는 얕은 하구에서 멀어졌고, 두 함대는 7월 25일 노스 포어랜드에서 성 야고보의 날 전투에서 만났다. 이것은 영국군의 승리였지만, 지휘관들이 원했던 만큼 포괄적이지는 않았다. 네덜란드 함대의 대부분이 파괴되지는 않았지만, 막대한 사상자를 입었기 때문이다. 그러나 네덜란드군은 사기가 떨어졌고, 지휘관들은 서로를 비난했다. 이 전투 이후, 네덜란드 함대가 수리되는 동안 영국 전대가 홈즈의 봉화 때 플리강 하구에 진입하여 160척의 상선 중 150척을 불태워 네덜란드에 심각한 경제적 피해를 입혔다.
프랑스와 네덜란드는 각자의 함대가 계획대로 만나지 못한 것에 대해 서로를 비난했다. 루이 14세는 3월에 네덜란드 함대가 준비되지 않은 것을 비난했으며, 이로 인해 자신이 보포르트를 지연시켰다고 주장했고, 네덜란드는 루이가 그의 함대를 전투에 투입할 의도가 전혀 없었다고 믿었다. 그러나 9월 1일 더 라위터르는 불로뉴쉬르메르 근처에 함대를 정박시켰고 벨릴에서 보포르트와 합류할 수 있었지만, 9월 8일 됭케르크로 철수했다. 한편, 보포르트는 벨릴을 떠나 영국 해협으로 진입하여 9월 13일 디에프에 도착했지만, 더 라위터르가 철수했음을 알고 되돌아갔고, 새롭고 강력한 함선 한 척을 영국 함선 네 척에 나포당했다. 이로써 두 나라 간의 해군 및 군사 협력은 끝이 났다.

### 전쟁의 종결
1667년, 영국 정부는 1666년 7월에 장비를 갖춘 함대만큼 크고 충분한 인력을 갖춘 함대를 재정적으로 지원할 수 없었고, 그러한 강력한 함대가 네덜란드 함대에 심각하고 아마도 결정적인 패배를 안겨주기 위해 필요했을 것이다. 이와 메드웨이 기습에서의 네덜란드의 성공으로 평화는 불가피해졌다. 영국은 정부의 취약한 재정 상태를 과도하게 압박하지 않을 조기 승리를 기대하며 전쟁에 돌입했지만, 영국과 네덜란드 모두 전례 없는 노력을 기울여 함선과 인력을 제공하여 결정적인 해상 승리가 불가능해졌고, 영국의 심각한 재정난과 네덜란드의 무제한 상업 활동 재개 필요성이 모든 근본적인 갈등 원인을 해결하지 못한 채 평화를 위한 조건을 만들었다.

## 대중문화
4일 해전은 네덜란드 영화 미힐 더 라위터르 (2015)에서 드라마화되었는데, 전투의 어떤 단계가 묘사되었는지는 불분명하다.

## 같이 보기
- 성 야고보의 날 전투, 몇 주 후 벌어진 "이틀 해전"
- 해양 용어 사전 : (A-L),  (M-Z)

## 내용주
1. ↑  네덜란드어: Vierdaagse Zeeslag, 4일 전투라고도 알려짐
2. ↑  이 문제에 대한 동시대 네덜란드인의 견해는 시인 콘스탄테인 하위헌스에 의해 표현되었다.
둘이 싸운다 — 그리고 그들의 목숨을 걸고
:싸움을 일으킨 자
:패배한다 — 하지만 살아남는다
:그리고 자랑한다: "내가 이겼어!
:전장의 주인으로서!"
:그가 이겼는가? 확실히!
:얼굴을 땅에 박고도 그는 굴복하지 않았다:
:그의 승리는 순수했다
:다른 이는 그의 모자,
:그의 레이피어, 그리고 그의 황금을 가져갔다
:그리고 그를 쓰러뜨려 남겨두었다,
:영광스러운 전장을 차지하라고
:그래서 그는 주인이 되었다:
:우리 이웃들도 마찬가지이다:
:만약 그들이 그렇게 이기기를 원한다면,
:우리는 그들에게 영원한 명성을 기원한다

## 참고 문헌
- Allen, David (1979). From George Monck to the Duke of Albemarle: His Contribution to Charles II's Government, 1660—1670. Biography, Vol. 2, No. 2, pp. 95–124
- Bruijn, Jaap R. (2011). The Dutch Navy of the Seventeenth and Eighteenth Centuries. Oxford University Press. ISBN 978-0-98649-735-3
- Coggeshall, James (1997). The Fireship and its Role in the Royal Navy. Master's Thesis, Texas A&M University
- Fox, Frank L. (2018). The Four Days' Battle of 1666. Seaforth. ISBN 978-1-52673-727-4.
- Jones, J. R. (1988). The Dutch Navy and National Survival in the Seventeenth Century. The International History Review, Vol. 10, No. 1. pp. 18–32
- Kemp, Peter (1970). The British Sailor: A Social History of the Lower Deck. J M Dent & SonsISBN 0-46003-957-1.
- Palmer, M. A.J. (April 1997). 《The 'Military Revolution' Afloat: The Era of the Anglo-Dutch Wars and the Transition to Modern Warfare at Sea》. 《War in History》 4. 123–149쪽. doi:10.1177/096834459700400201. JSTOR 26004420. S2CID 159657621.
- Rommelse, G. (2006). 《The Second Anglo-Dutch War (1665-1667): Raison D'état, Mercantilism and Maritime Strife.》. Uitgeverij Verloren. ISBN 978-9-06550-9079..
- Van Foreest, HA, Weber, REJ, De Vierdaagse Zeeslag 11–14 June 1666, Amsterdam, 1984.
- Prud'homme van Reine, Ronald (2009). 《Opkomst en Ondergang van Nederlands Gouden Vloot – Door de ogen van de zeeschilders Willem van de Velde de Oude en de Jonge》. Amsterdam: De Arbeiderspers. ISBN 978-90-295-6696-4.
- Bodart, Gaston (1908). 《Militär-historisches Kriegs-Lexikon (1618–1905)》. 2023년 6월 6일에 확인함.